# 전원 공급 장치 (컴퓨터)

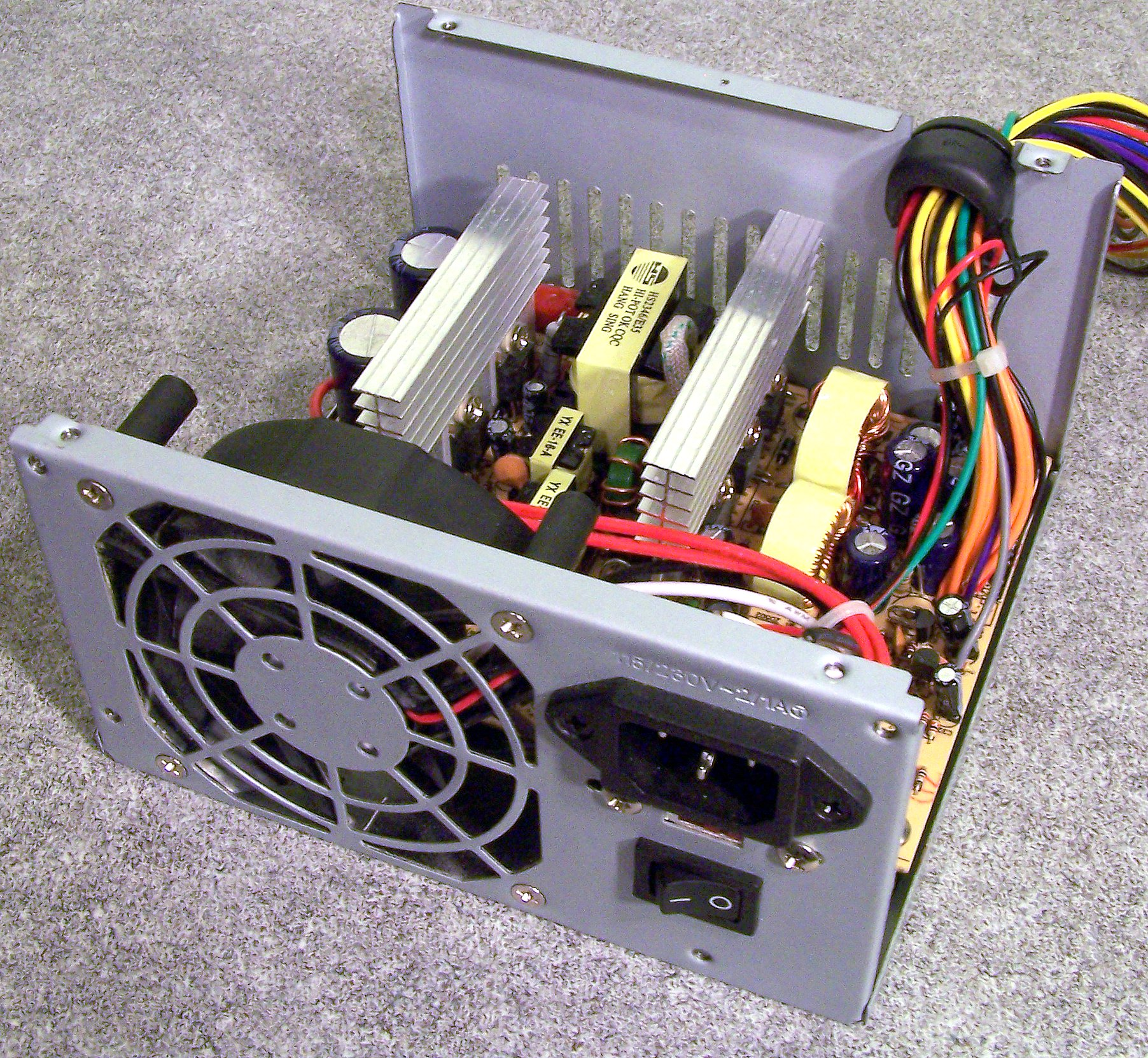
상단 커버가 제거된 ATX 파워 서플라이 유닛

전원 공급 장치 또는 파워 서플라이 유닛(power supply unit, PSU)은 주 전원 AC를 데스크톱 컴퓨터 내부 부품을 위한 저전압 조정 DC 전력으로 변환한다. 최신 개인용 컴퓨터는 보편적으로 스위치 모드 파워 서플라이를 사용한다. 일부 전원 공급 장치는 입력 전압 선택을 위한 수동 스위치가 있는 반면, 다른 일부는 주 전압에 자동으로 적응한다.
대부분의 최신 데스크톱 개인용 컴퓨터 전원 공급 장치는 ATX 사양을 준수하며, 여기에는 폼 팩터와 전압 허용 오차가 포함된다. ATX 전원 공급 장치가 주 전원에 연결되어 있는 동안에는 항상 5 볼트 대기(5VSB) 전원을 제공하여 컴퓨터 및 특정 주변 장치의 대기 기능이 작동하도록 한다. ATX 전원 공급 장치는 마더보드의 신호에 의해 켜지고 꺼진다. 또한 DC 전압이 사양 내에 있을 때 마더보드에 신호를 제공하여 컴퓨터가 안전하게 전원이 켜지고 부팅될 수 있도록 한다. 가장 최신 ATX PSU 표준은 2024년 중반 기준 버전 3.0이다.

## 기능
데스크톱 컴퓨터 전원 공급 장치는 주전원의 콘센트에서 나오는 교류(AC)를 마더보드, 프로세서 및 주변 장치를 작동시키기 위한 저전압 직류(DC)로 변환한다. 여러 직류 전압이 필요하며, 컴퓨터의 안정적인 작동을 위해 정확하게 조절되어야 한다. 전원 공급 장치 레일 또는 전압 레일은 PSU에서 제공하는 단일 전압을 나타낸다.
일부 PSU는 대기 전압을 공급할 수도 있어서, 컴퓨터 시스템의 대부분을 최대 절전 모드 또는 종료 준비 후 전원을 끄고, 이벤트에 의해 다시 전원을 켤 수 있다. 대기 전력은 웨이크 온 랜 및 Wake-on-ring을 통해 원격으로 또는 마더보드가 지원하는 경우 키보드 전원 켜기(KBPO)를 통해 로컬로 컴퓨터를 시작할 수 있게 한다. 이 대기 전압은 장치 내의 소형 선형 전원 공급 장치 또는 주 장치와 일부 구성 요소를 공유하여 비용과 에너지를 절약하는 스위칭 전원 공급 장치에 의해 생성될 수 있다.

## 역사
1세대 마이크로컴퓨터 및 가정용 컴퓨터 전원 공급 장치는 1977년 출시된 코모도어 PET에서 사용된 것과 같이 무거운 강압 변압기와 선형 전원 공급 장치를 사용했다. 1977년 역시 출시된 애플 II는 동등한 선형 전원 공급 장치보다 가볍고 작으며 냉각 팬이 없는 스위치 모드 파워 서플라이로 유명했다. 스위치 모드 전원 공급 장치는 페라이트 코어가 있는 고주파 변압기와 초당 수천 번 스위칭하는 전력 트랜지스터를 사용한다. 트랜지스터의 스위칭 시간을 조절함으로써 선형 조정기에서 열로 에너지를 소모하지 않고도 출력 전압을 정밀하게 제어할 수 있다. 경제적인 가격으로 고전력 및 고전압 트랜지스터가 개발되면서 항공우주, 메인프레임, 미니컴퓨터 및 컬러 텔레비전에 사용되던 스위치 모드 전원 공급 장치를 데스크톱 개인용 컴퓨터에 도입하는 것이 실용화되었다. 아타리의 엔지니어인 로드 홀트가 설계한 애플 II는 특허를 받았고, 현대 컴퓨터 전원 공급 장치 설계의 선구자였다. 이제 모든 현대 컴퓨터는 동등한 선형 전원 공급 장치보다 가볍고 저렴하며 효율적인 스위치 모드 전원 공급 장치를 사용한다.
컴퓨터 전원 공급 장치에는 단락 보호, 과전력(과부하) 보호, 과전압 보호, 저전압 보호, 과전류 보호 및 과열 보호 기능이 있을 수 있다.

### 입력 전압 스위치
전 세계적으로 사용하도록 설계된 전원 공급 장치는 한때 사용자가 로컬 전력망에서 사용하도록 장치를 구성할 수 있도록 입력 전압 선택 스위치가 장착되었다. 115 V 주변의 낮은 전압 범위에서는 이 스위치가 켜지면 델론 회로(Delon circuit) 설계에서 전력망 전압 정류기를 전압 증배기로 변경한다. 그 결과, 해당 정류기 뒤의 대형 1차 필터 커패시터는 직렬로 연결된 두 개의 커패시터로 분할되어, 230 V 주변의 상위 입력 전압 범위에서 필요한 블리더 저항 및 배리스터로 균형을 맞췄다. 낮은 범위로 구성된 장치를 더 높은 전압 그리드에 연결하면 일반적으로 즉각적인 영구 손상이 발생했다. 역률 보정 (PFC)이 필요한 경우, 이러한 필터 커패시터는 더 높은 용량의 커패시터와 직렬로 설치된 코일로 교체되어 돌입 전류를 지연시켰다. 이것은 패시브 PFC의 간단한 설계이다.
액티브 PFC는 더 복잡하며 최대 99%의 더 높은 역률(PF)을 달성할 수 있다. 초기 액티브 PFC 회로는 단순히 돌입 전류를 지연시켰다. 최신 회로는 입력 및 출력 조건 제어 스텝업 컨버터로 작동하여 일반적으로 80V에서 240V 사이의 넓은 범위 입력 소스에서 단일 400V 필터 커패시터를 공급한다. 최신 PFC 회로는 또한 이전에 퓨즈 옆에 위치했던 고가 부품인 NTC 기반 돌입 전류 제한기도 대체한다.

## 개발

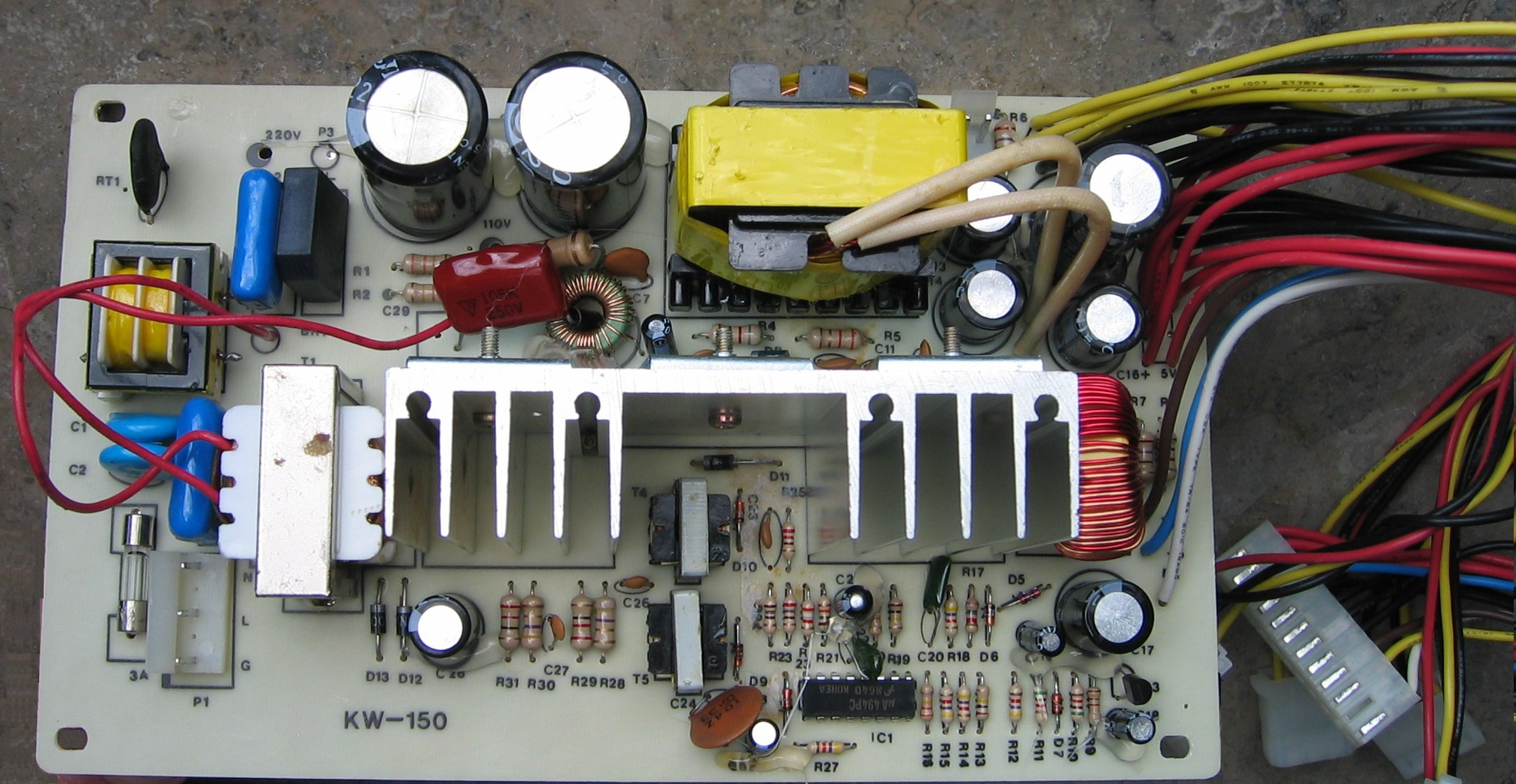
IBM XT 클론의 전원 공급 장치 PCB

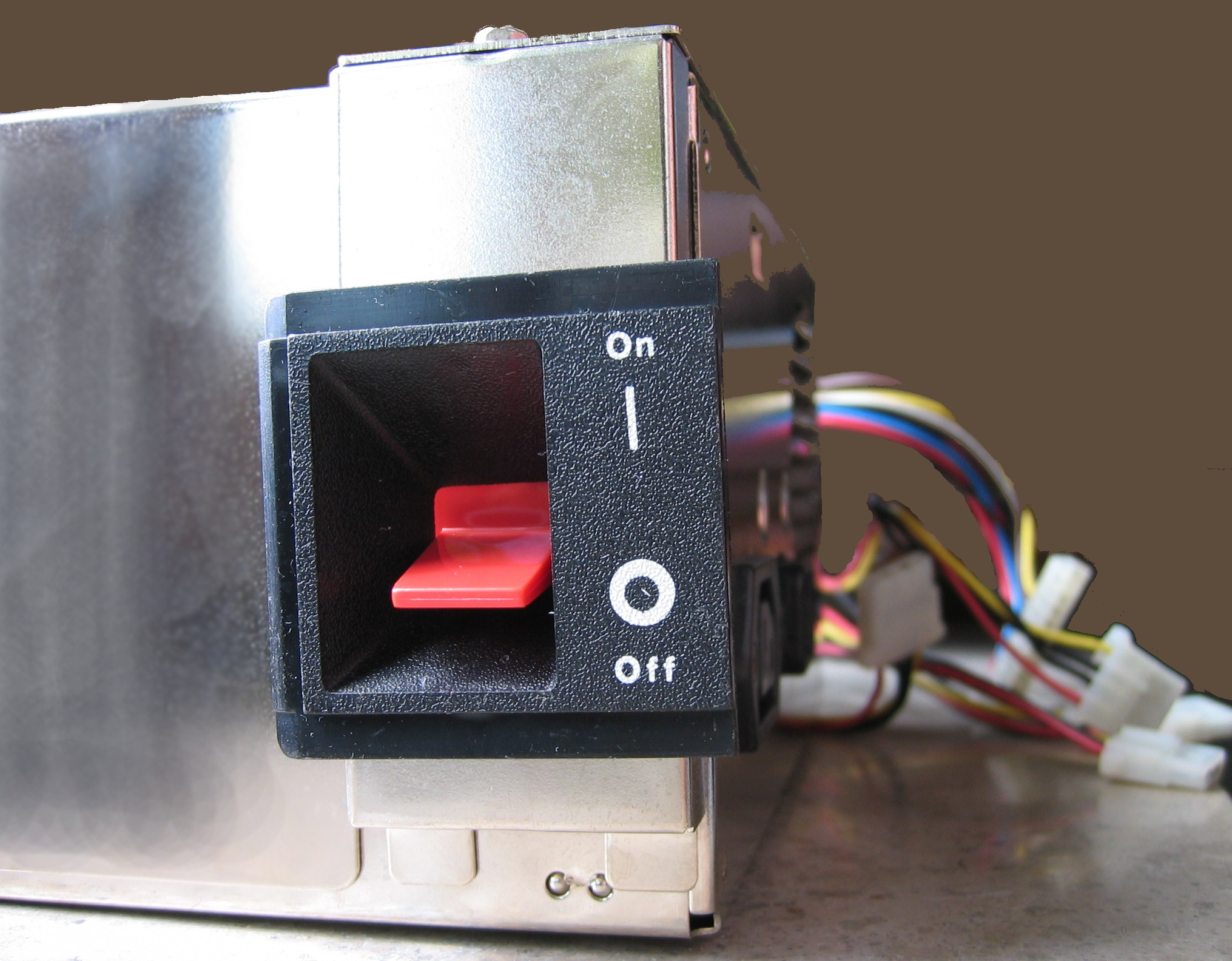
일반적인 XT PSU 전원 스위치, PSU의 필수적인 부분

### 오리지널 IBM PC, XT 및 AT 표준
최초의 IBM PC 전원 공급 장치(PSU)는 +5 V와 +12 V의 두 가지 주요 전압을 공급했다. 또한 −5 V와 −12 V의 다른 두 전압을 공급했지만 전력량이 제한적이었다. 당시 대부분의 집적 회로는 5 V 전력으로 작동했다. 이 PSU가 공급할 수 있는 63.5 W 중 대부분이 이 +5 V 레일에서 나왔다.
+12 V 공급 장치는 주로 디스크 드라이브 및 냉각 팬과 같은 모터를 작동하는 데 사용되었다. 더 많은 주변 장치가 추가됨에 따라 12 V 레일에서 더 많은 전력이 공급되었다. 그러나 대부분의 전력은 칩에 의해 소비되므로 5 V 레일이 여전히 대부분의 전력을 공급했다. −12 V 레일은 주로 RS-232 직렬 포트에 음의 공급 전압을 제공하는 데 사용되었다. −5 V 레일은 ISA 버스(사운드카드 등)의 주변 장치에 제공되었지만 원래 IBM PC 마더보드 외에는 어떤 마더보드에서도 사용되지 않았다.
'Power Good'이라고 하는 추가 와이어는 전원 공급 장치 켜짐 초기 수 밀리초 동안 디지털 회로 작동을 방지하는 데 사용되며, 이 때 출력 전압 및 전류는 상승 중이지만 아직 적절한 장치 작동을 위한 충분하거나 안정적인 상태가 아니다. 출력 전원이 사용 준비가 되면 Power Good 신호는 디지털 회로에 작동을 시작할 수 있음을 알린다.
PC(모델 5150), XT, AT용 오리지널 IBM 전원 공급 장치에는 컴퓨터 케이스 측면을 통해 확장되는 라인 전압 전원 스위치가 포함되어 있었다. 타워 케이스에서 흔히 볼 수 있는 일반적인 변형에서는 라인 전압 스위치가 짧은 케이블로 전원 공급 장치에 연결되어 전원 공급 장치와 분리하여 장착할 수 있었다.
초기 마이크로컴퓨터 전원 공급 장치는 기계식 라인 전압 스위치에 의해 제어되어 완전히 켜지거나 꺼지는 방식이었으며, 에너지 절약형 저전력 유휴 모드는 초기 컴퓨터 전원 공급 장치의 설계 고려 사항이 아니었다. 이러한 전원 공급 장치는 일반적으로 대기 또는 "소프트 오프"와 같은 절전 모드 또는 예약된 전원 켜짐 제어 기능을 지원하지 않았다.
항상 켜져 있는 설계로 인해 합선 시 퓨즈가 끊어지거나, 스위치 모드 전원 공급 장치가 반복적으로 전원을 차단하고 잠시 기다렸다가 다시 시작하려고 시도한다. 일부 전원 공급 장치의 경우 반복적인 재시작이 장치에서 조용하고 빠른 짹짹거리는 소리 또는 딸깍거리는 소리로 들릴 수 있다.

### ATX 표준

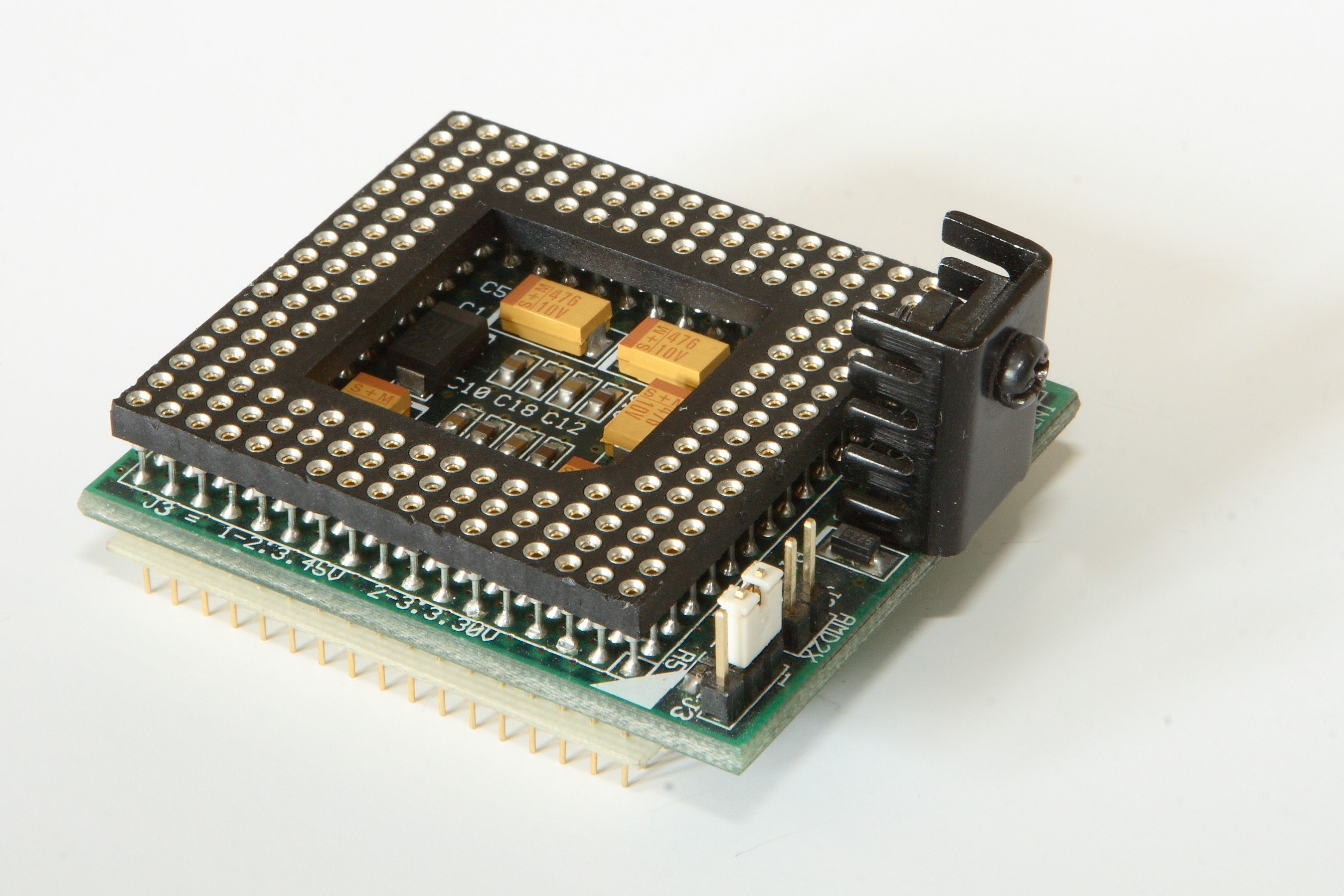
80486DX4 프로세서용 전압 변환기(5 V에서 3.3 V). 낭비되는 전력을 방출하는 데 필요한 선형 조정기의 방열판에 유의하라.

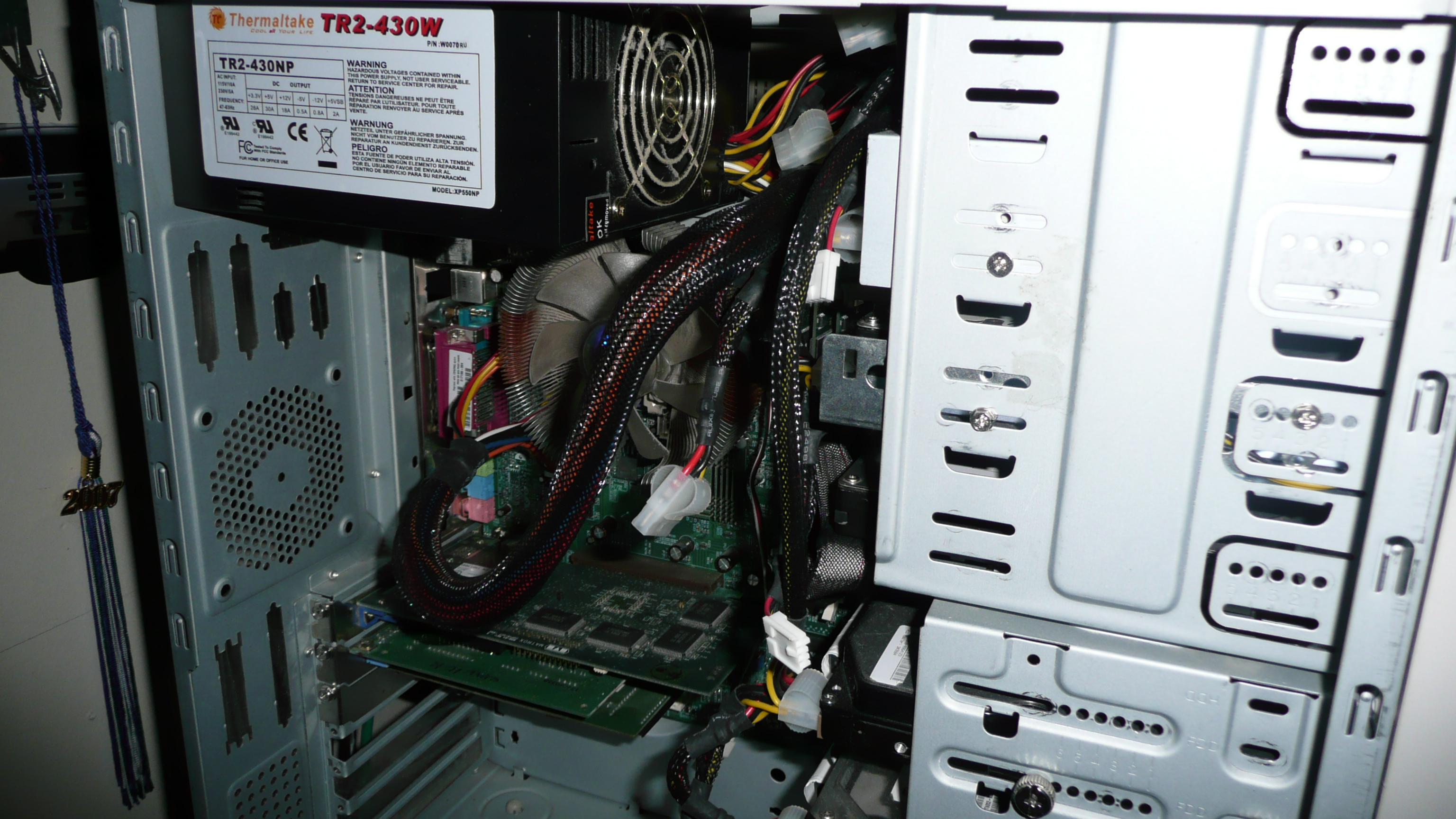
ATX 폼 팩터 컴퓨터 전원 공급 장치의 일반적인 설치

인텔이 ATX 표준 전원 커넥터를 개발(1995년 발표)했을 때, 3.3 V에서 작동하는 마이크로칩이 Intel 80486DX4 마이크로프로세서가 1994년에 출시되면서 점점 더 보편화되었고, ATX 표준은 +3.3 V, +5 V, +12 V의 세 가지 양의 레일을 제공한다. 3.3 V를 필요로 하는 초기 컴퓨터는 일반적으로 +5 V 레일에 연결된 간단하지만 비효율적인 선형 조정기에서 이를 파생했다.
ATX 커넥터는 3.3V 전원 공급을 위한 여러 개의 와이어와 전원 연결을 제공한다. 이는 전원 연결의 전압 강하에 가장 민감하기 때문이다. 또 다른 ATX 추가 기능은 컴퓨터가 명목상 "꺼져" 있을 때에도 소량의 대기전력을 공급하기 위한 +5V SB(대기) 레일이다.
ACPI S3 절전 모드에서 컴퓨터는 +5V SB 레일만 사용한다.
AT 및 ATX 전원 공급 장치 사이에는 두 가지 기본적인 차이점이 있다. 마더보드에 전원을 공급하는 커넥터와 소프트 스위치이다. ATX 스타일 시스템에서 전면 패널 전원 스위치는 전원 공급 장치에 제어 신호만 제공하며 주 AC 전압을 전환하지 않는다. 이 저전압 제어 기능은 다른 컴퓨터 하드웨어 또는 소프트웨어가 시스템을 켜거나 끄는 것을 허용한다.
ATX 전원 공급 장치는 이전 형식과 동일한 크기(150 × 86 mm (5.9 × 3.4 in))와 동일한 장착 레이아웃(장치 후면에 배치된 4개의 나사)을 공유하므로, 특정 PSU가 특정 케이스에 너무 길지 않다면 AT 케이스가 ATX PSU를 수용하는 것을 막는 큰 물리적 차이는 없다(또는 케이스가 AT PSU에 필요한 전원 스위치를 장착할 수 있다면 그 반대도 마찬가지이다).

#### ATX12V 표준
칩의 트랜지스터가 작아질수록 더 낮은 공급 전압으로 작동하는 것이 선호되며, 가장 낮은 공급 전압은 가장 밀도가 높은 칩인 중앙 처리 장치에 의해 종종 요구된다. 펜티엄 및 이후 마이크로프로세서에 많은 양의 저전압 전력을 공급하기 위해 마더보드에 특수 전원 공급 장치인 전압 조정 모듈이 포함되기 시작했다. 최신 프로세서는 1.5 V 이하에서 200 암페어 이상을 요구할 수 있는데, 이는 외부 전원 공급 장치에서 공급하기에는 비실용적이다.
처음에는 메인 +5 V 공급 장치에서 공급되었지만, 전력 요구량이 증가함에 따라 충분한 전력을 공급하는 데 필요한 높은 전류가 문제가 되었다. 5 V 공급 장치의 전력 손실을 줄이기 위해 펜티엄 4 마이크로프로세서가 도입되면서 인텔은 프로세서 전원 공급 장치를 +12 V로 작동하도록 변경하고, 새로운 ATX12V 1.0 표준에 별도의 4핀 P4 단자를 추가하여 해당 전력을 공급했다.
최신 고성능 그래픽 처리 장치도 마찬가지로 작동하며, 그 결과 현대 개인용 컴퓨터의 대부분의 전력 요구 사항이 +12 V 레일에 집중된다. 고성능 GPU가 처음 도입되었을 때, 일반적인 ATX 전원 공급 장치는 "5 V 중심"이었고, 출력의 50~60%만 12 V 전력 형태로 공급할 수 있었다. 따라서 GPU 제조업체는 200~250 W의 12 V 전력(최대 부하, CPU+GPU)을 보장하기 위해 500~600 W 이상의 전원 공급 장치를 권장했다. 최신 ATX 전원 공급 장치는 총 정격 용량의 거의 전부(일반적으로 80~90%)를 +12 V 전력 형태로 공급할 수 있다.
이러한 변화 때문에, 최신 컴퓨터와 함께 구형 ATX 전원 공급 장치를 사용할 때에는 전체 전력 용량보다는 +12 V 공급 용량을 고려하는 것이 중요하다.
저품질 전원 공급 장치 제조업체는 전원 공급 장치 등급을 완전히 이해하는 고객이 거의 없다는 것을 알고 비현실적으로 높은 전원 공급 장치 등급을 할당하여 이러한 과도한 사양을 악용하기도 한다.

#### +3.3V 및 +5V 레일
+3.3 V 및 +5 V 레일 전압 공급은 드물게 제한 요소가 된다. 일반적으로 충분한 +12 V 정격을 가진 모든 공급 장치는 낮은 전압에서 충분한 용량을 갖게 된다. 그러나 대부분의 하드 드라이브 또는 PCI 카드는 +5 V 레일에 더 큰 부하를 발생시킨다.
오래된 CPU와 논리 장치는 5 V 작동 전압용으로 설계되었다. 이 컴퓨터용 전원 공급 장치는 5 V 출력을 정밀하게 조절하고, 두 레일의 부하 비율에 따라 지정된 전압 범위 내에서 12 V 레일을 공급한다. +12 V 공급은 컴퓨터 팬 모터, 디스크 드라이브 모터 및 직렬 인터페이스(이는 −12 V 공급도 사용)에 사용되었다. 12 V의 추가 사용은 사운드 카드에 적용되었는데, 선형 칩 오디오 전력 증폭기를 사용하여 때때로 카드에 9 V 선형 조정기로 필터링하여 모터의 노이즈를 줄였다.
특정 i386 변형 CPU는 3.3 또는 3.45 V와 같은 더 낮은 작동 전압을 사용하므로, 마더보드는 5 V 레일에서 공급되는 선형 전압 조정기를 가졌다. 점퍼 또는 딥 스위치는 설치된 CPU 사양에 따라 출력 전압을 설정했다. 최신 CPU가 더 높은 전류를 요구함에 따라, 벅 변환기와 같은 스위칭 모드 전압 조정기가 효율성을 위해 선형 조정기를 대체했다.
ATX 표준의 첫 번째 개정판부터 PSU는 3.3 V 출력 전압 레일을 가져야 했다. 드물게 선형 조정기가 이를 생성했는데, 5 V에서 공급받아 전압 강하와 전류의 곱을 열로 변환했다. 이후의 조정기는 3.3, 5 및 12 V 레일 모두를 관리했다.
i386 이후 CPU 세대에서 CPU의 전류 소비가 증가함에 따라(더 높은 트랜지스터 수로 인한 더 높은 정적 전류 및 더 높은 트랜지스터 수와 스위칭 주파수로 인한 훨씬 더 높은 동적 전류로 인해) 전압 조정기를 CPU 가까이에 배치해야 했다. 조절 전력 소비를 줄이기 위해(따라서 열적으로 실현 가능하게 유지하기 위해) 이러한 조정기는 스위치 모드 파워 서플라이 설계이다. 전도 손실을 막기 위해 더 높은 전류에서 +5V 대신 더 낮은 전류에서 더 높은 전압 +12V 레일로 동일한 전력을 전송하는 것이 바람직하다. 따라서 펜티엄 시대의 전원 공급 장치는 이러한 레일에서 가장 높은 전류 용량을 가지는 경향이 있다.

#### 엔트리 레벨 파워 서플라이 사양
엔트리 레벨 파워 서플라이 사양 (EPS)은 고전력 소비 컴퓨터 및 엔트리 레벨 서버용 전원 공급 장치이다. 인텔, 델, 휴렛 팩커드 등 서버 표준을 개발하는 회사 그룹인 Server System Infrastructure (SSI) 포럼에서 개발한 EPS 폼 팩터는 ATX 폼 팩터의 파생형이다. 최신 사양은 v2.93이다.
EPS 표준은 중요한 서버 기반 시스템 및 응용 프로그램에 더 강력하고 안정적인 환경을 제공한다. EPS 전원 공급 장치는 24핀 마더보드 전원 커넥터와 8핀 +12 V 커넥터를 갖는다. 또한 이 표준은 더 많은 전력을 요구하는 보드(700-800 W PSU에서는 1개, 850 W 이상 PSU에서는 2개 모두 필요)를 위한 두 개의 추가 4핀 12 V 커넥터를 지정한다. EPS 전원 공급 장치는 원칙적으로 가정 및 사무실에서 발견되는 표준 ATX 또는 ATX12V 마더보드와 호환되지만, 12 V 커넥터가 소켓 위로 돌출되는 등의 기계적 문제가 발생할 수 있다. 많은 PSU 공급업체는 이러한 문제를 피하기 위해 추가 섹션을 분리할 수 있는 커넥터를 사용한다. ATX PSU 표준의 최신 버전과 마찬가지로 −5 V 레일도 없다.
| 레일 | 색상 표시       |
| ---- | --------------- |
| 12V1 | 노란색 (검은색) |
| 12V2 | 노란색          |
| 12V3 | 노란색 (파란색) |
| 12V4 | 노란색 (초록색) |

#### 단일 대 다중 +12V 레일
전원 공급 장치 용량이 증가함에 따라 ATX 전원 공급 장치 표준은 버전 2.0부터 다음을 포함하도록 개정되었다.
3.2.4. 전력 제한 / 위험 에너지 수준

정상 또는 과부하 조건에서 UL 1950 / CSA 950 / EN 60950 / IEC 950 요구 사항에 따라 출력 단락을 포함하여 어떠한 부하 조건에서도 어떠한 출력도 240 VA를 지속적으로 제공해서는 안 된다.— ATX12V Power Supply Design Guide, version 2.2

이 요구 사항은 나중에 ATX12V 전원 공급 장치 사양 버전 2.3(2007년 3월)에서 삭제되었지만, 현대 ATX 전원 공급 장치에서 단일 레일과 다중 레일 간의 구별을 가져왔다.
이 규칙은 단일 출력 전선을 통과할 수 있는 전류에 안전 한도를 설정하기 위한 것이었다. 충분히 큰 전류는 합선 시 심각한 손상을 일으키거나, 고장 시 전선 또는 절연체를 녹이거나, 잠재적으로 화재를 일으키거나 다른 부품을 손상시킬 수 있다. 이 규칙은 각 출력을 20 암페어 미만으로 제한하며, 일반적인 공급 장치는 18 A의 가용성을 보장한다. 12 V에서 18 A 이상을 공급할 수 있는 전원 공급 장치는 케이블 그룹("레일"이라고 함)으로 출력을 제공한다. 각 레일은 하나 이상의 케이블을 통해 제한된 양의 전류를 공급하며, 각 레일은 자체 전류 센서에 의해 독립적으로 제어되어 과전류 시 전원 공급 장치를 차단한다. 퓨즈 또는 회로 차단기와 달리 이러한 제한은 과부하가 제거되는 즉시 재설정된다. 일반적으로 전원 공급 장치는 18.5 A ± 8%의 전류 제한을 통해 12 V에서 최소 17 A를 보장한다. 따라서 최소 17 A를 공급하는 것이 보장되며, 20 A에 도달하기 전에 차단되는 것이 보장된다. 그런 다음 각 케이블 그룹의 전류 제한이 문서화되어 사용자가 동일한 그룹에 너무 많은 고전류 부하를 두는 것을 피할 수 있다.
원래 ATX 2.0 당시에는 "다중 +12 V 레일"을 특징으로 하는 전원 공급 장치는 20 A 이상의 +12 V 전력을 공급할 수 있는 것을 의미했으며, 좋은 것으로 여겨졌다. 그러나 사람들은 특히 고사양 PSU가 2000 W 또는 12 V에서 150 A 이상(이전의 240 또는 500 W와 비교하여) 훨씬 더 많은 전류를 공급하기 시작하면서 여러 +12 V 레일에 걸쳐 부하를 분산시켜야 하는 것이 불편하다는 것을 발견했다. 제조 시 커넥터가 레일에 할당되면 주어진 부하를 다른 레일로 이동하거나 장치 간 전류 할당을 관리하는 것이 항상 가능하지는 않다.
더 많은 전류 제한 회로를 추가하는 대신, 많은 제조업체들은 요구 사항을 무시하고 레일당 20 A를 초과하는 전류 제한을 늘리거나, 전류 제한 회로를 생략한 "단일 레일" 전원 공급 장치를 제공했다. (일부 경우, 포함하고 있다는 자체 광고 주장과 모순되게) 비용상의 이유와 고객에게 불편하다는 이유로. (이러한 부족은 때때로 "레일 퓨전" 또는 "전류 공유"와 같은 이름으로 기능으로 광고되기도 했다.)
이 요구 사항은 결국 철회되었지만, 이 문제는 PSU 설계에 흔적을 남겨 단일 레일 및 다중 레일 설계로 분류될 수 있다. 두 가지 모두 전류 제한 컨트롤러를 포함할 수 있다(그리고 종종 포함한다). ATX 2.31 현재, 단일 레일 설계의 출력 전류는 모든 출력 케이블 조합을 통해 흐를 수 있으며, 해당 부하의 관리 및 안전한 할당은 사용자에게 맡겨진다. 다중 레일 설계도 마찬가지지만, 각 개별 커넥터(또는 커넥터 그룹)에 공급되는 전류를 제한하며, 부과하는 제한은 ATX 표준에 의해 설정되는 것이 아니라 제조업체의 선택이다.

### 12V 전용 공급 장치

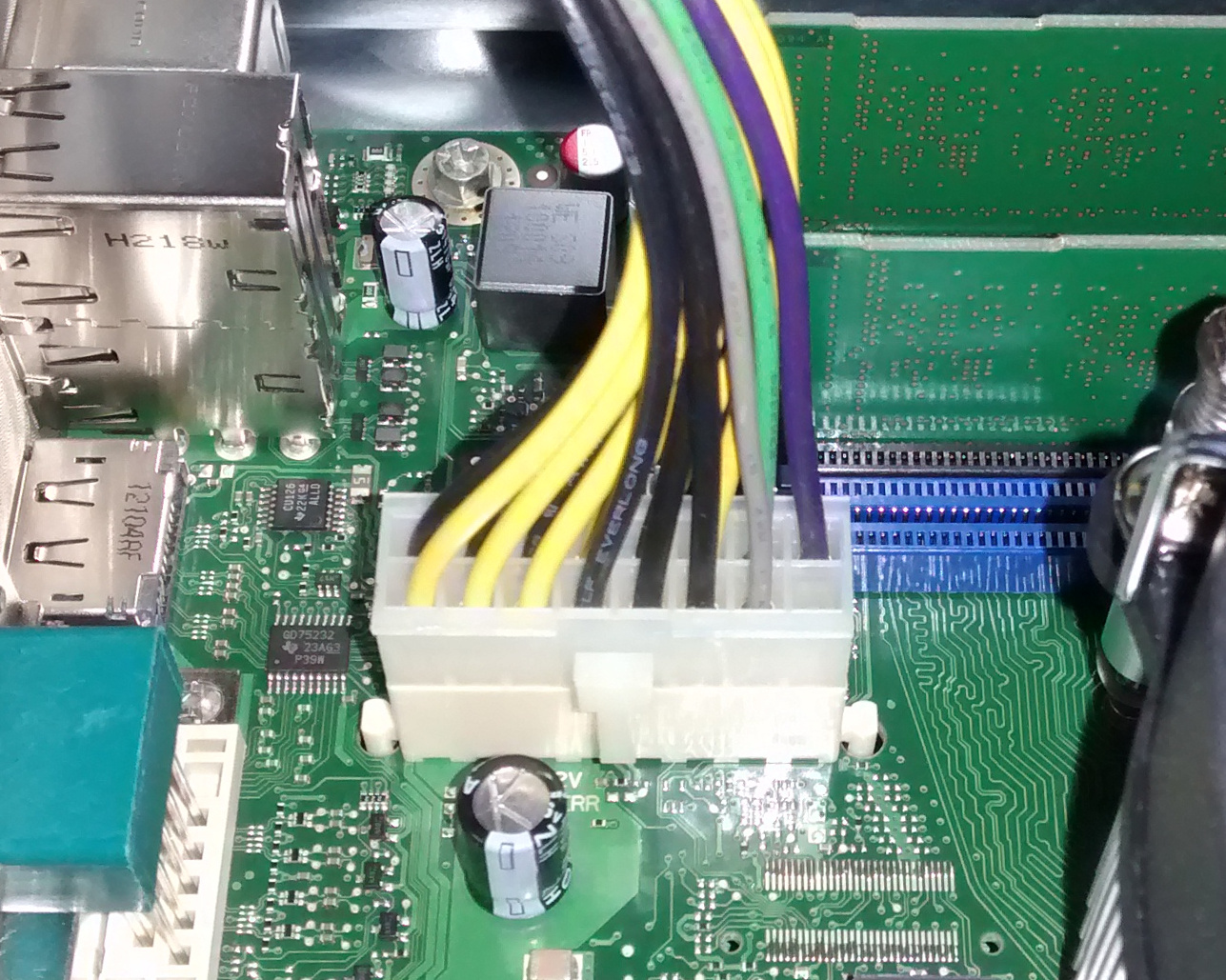
후지쓰 메인보드의 12 V 전용 커넥터

커넥터 ATX12VO

2011년 이래로 후지쓰 및 기타 1등급 제조업체들은 맞춤형 PSU로부터 12 V 공급만 필요로 하는 마더보드 변형을 포함하는 시스템을 제조해왔으며, 이 PSU는 일반적으로 250~300 W로 정격된다. 5 V 및 3.3 V를 제공하는 DC-DC 변환은 마더보드에서 이루어진다. 제안은 HDD와 같은 다른 장치에 대한 5 V 및 12 V 공급이 PSU 자체에서가 아니라 마더보드에서 이루어질 것이라는 것이지만, 이는 2012년 1월 현재 완전히 구현된 것으로 보이지는 않는다.
이러한 전원 공급 방식에 대해 제시된 이유는 교차 부하 문제를 제거하고, 공기 흐름 및 냉각에 영향을 미칠 수 있는 내부 배선을 단순화하고 줄이며, 비용을 절감하고, 전원 공급 효율을 높이며, 마더보드의 제어 하에 전원 공급 팬 속도를 제어하여 소음을 줄일 수 있기 때문이다.
2013년에 출시된 델 비즈니스 PC 중 적어도 두 모델인 OptiPlex 9020과 Precision T1700은 12 V 전용 전원 공급 장치를 탑재하고 5 V 및 3.3 V 변환을 전적으로 마더보드에서 수행한다. 그 후, 레노버 씽크센터 M93P는 12 V 전용 PSU를 채택하고 5 V 및 3.3 V 변환을 전적으로 IS8XM 마더보드에서 수행한다.
2019년 인텔은 전압 12V 전용 설계를 기반으로 한 새로운 표준인 ATX12VO를 발표했다. 이 전원 공급 장치는 12V 전압만 출력하며, USB, 하드 디스크 드라이브 및 기타 장치에 필요한 5V, 3.3V 전원은 마더보드에서 변환된다. 또한 ATX 마더보드 커넥터는 24핀에서 10핀으로 줄어들었다. ATX12VO라고 불리는 이 표준은 기존 표준을 대체하는 것이 아니라 병존할 것으로 예상된다. 소비자 가전 전시회(CES) 2020에서 FSP 그룹은 새로운 ATX12VO 표준을 기반으로 한 첫 번째 프로토타입을 선보였다.
2020년 5월 인텔이 공식적으로 발표한 단일 레일 전원 공급 장치 ATX12VO 설계 가이드에 따르면, 이 가이드에는 12V 전용 설계의 세부 사항과 더 높은 효율 및 낮은 전기적 간섭을 포함한 주요 이점이 명시되어 있다.

## 전력 정격
PSU의 전체 전력 소모는 모든 공급 레일이 단일 변압기와 그 1차측 회로(예: 스위칭 부품)를 통해 공급된다는 사실에 의해 제한된다. 개인용 컴퓨터의 총 전력 요구 사항은 250 W에서 여러 그래픽 카드를 사용하는 고성능 컴퓨터의 경우 1000 W 이상까지 다양할 수 있다. 특히 고성능 CPU 또는 그래픽 카드가 없는 개인용 컴퓨터는 일반적으로 300~500 W가 필요하다.
전원 공급 장치는 계산된 시스템 전력 소비량보다 약 40% 더 크게 설계된다. 이는 시스템 성능 저하 및 전원 공급 장치 과부하로부터 보호한다. 전원 공급 장치는 총 전력 출력을 표시하고, 각 공급 전압에 대한 전류 제한에 의해 결정되는 방식을 표시한다. 일부 전원 공급 장치에는 과부하 보호 기능이 없다.
시스템 전력 소비량은 전원 공급 장치에서 전력을 끌어오는 컴퓨터 시스템의 모든 구성 요소의 전력 등급을 합한 것이다. 일부 그래픽 카드 (특히 다중 카드)와 많은 하드 드라이브 그룹은 PSU의 12 V 라인에 매우 무거운 부하를 줄 수 있으며, 이러한 부하의 경우 PSU의 12 V 정격이 중요하다. PSU의 총 12 V 정격은 이러한 장치에 필요한 전류보다 높아야 다른 12 V 시스템 구성 요소를 고려했을 때 PSU가 시스템에 완전히 서비스할 수 있다. 이러한 컴퓨터 시스템 구성 요소, 특히 그래픽 카드 제조업체는 전원 공급 장치가 너무 낮아서 발생하는 지원 문제를 최소화하기 위해 전력 요구 사항을 과대 평가하는 경향이 있다.

## 효율성
컴퓨터 전원 공급 장치의 효율성을 높이기 위한 다양한 이니셔티브가 존재한다. Climate Savers Computing Initiative는 더 효율적인 전원 공급 장치의 개발 및 사용을 장려하여 에너지 절약 및 온실 가스 배출 감소를 촉진한다. 80 플러스는 전원 공급 장치의 다양한 효율성 수준을 인증하고 재정적 인센티브를 통해 그 사용을 장려한다. 효율적인 전원 공급 장치는 전력 낭비를 줄여 돈을 절약하기도 한다. 결과적으로 동일한 컴퓨터에 전력을 공급하는 데 더 적은 전기를 사용하고, 더 적은 폐열을 방출하여 여름철 중앙 냉방 시스템에 상당한 에너지 절약을 가져온다. 효율적인 전원 공급 장치를 사용함으로써 얻는 이점은 전력을 많이 사용하는 컴퓨터에서 더 크다.
필요 이상으로 정격 전력이 높은 전원 공급 장치는 과부하에 대한 추가적인 안전 여유를 가질 수 있지만, 이러한 장치는 종종 효율성이 떨어지고 적절하게 크기가 조정된 장치보다 낮은 부하에서 더 많은 전기를 낭비한다. 예를 들어, 80 Plus Silver 효율 등급(이는 해당 전원 공급 장치가 180 W 이상의 부하에서 최소 85% 효율을 가지도록 설계되었음을 의미)을 가진 900와트 전원 공급 장치는 부하가 100 W 미만일 때(이는 데스크톱 컴퓨터의 일반적인 유휴 전력임) 73%만 효율적일 수 있다. 따라서 100 W 부하의 경우 이 공급 장치의 손실은 27 W가 된다. 만약 동일한 전원 공급 장치가 450 W 부하에 놓여 공급 장치의 효율성이 89%로 최고조에 달한다면, 유용한 전력을 4.5배 더 공급함에도 불구하고 손실은 단 56 W에 불과할 것이다. 비교를 위해, 80 Plus Bronze 효율 등급(이는 해당 전원 공급 장치가 100 W 이상의 부하에서 최소 82% 효율을 가지도록 설계되었음을 의미)을 가진 500와트 전원 공급 장치는 100 W 부하에서 84%의 효율성을 제공하여 19 W만 낭비할 수 있다. 80 Plus Gold, 80 Plus Platinum, 80 Plus Titanium과 같은 다른 등급도 각각 동일한 등급을 제공한다. 80 Plus Gold는 100% 부하에서 87% 효율을 제공하고, 80 Plus Platinum은 90% 효율을 제공하며, 80 Plus Titanium은 115V에서 50% 부하에서 94%, 230V에서 50% 부하에서 95.4%로 최고의 효율을 제공한다.
제조업체가 자체 인증한 전원 공급 장치는 실제로 제공되는 것의 두 배 이상을 출력한다고 주장할 수 있다. 이러한 가능성을 더욱 복잡하게 만드는 것은, 전력을 다운-레귤레이팅을 통해 공유하는 두 개의 레일이 있을 때, 12 V 레일 또는 5 V 레일이 전원 공급 장치의 총 정격보다 훨씬 낮은 부하에서 과부하가 걸리는 경우가 발생한다는 점이다. 많은 전원 공급 장치는 5 V 레일을 다운-레귤레이팅하여 3.3 V 출력을 생성하거나, 12 V 레일을 다운-레귤레이팅하여 5 V 출력을 생성한다. 관련된 두 레일은 전원 공급 장치에 결합된 전류 제한으로 표시된다. 예를 들어, 5 V 및 3.3 V 레일은 결합된 총 전류 제한으로 정격된다. 잠재적인 문제에 대한 설명을 위해, 3.3 V 레일은 자체적으로 10 A 정격(33 W)을 가질 수 있고, 5 V 레일은 자체적으로 20 A 정격(100 W)을 가질 수 있지만, 두 레일은 함께 110 W만 출력할 수 있다. 이 경우, 3.3 V 레일을 최대(33 W)로 부하하면 5 V 레일은 77 W만 출력할 수 있게 된다.
2005년의 한 테스트에 따르면 컴퓨터 전원 공급 장치는 일반적으로 약 70~80% 효율적이다. 75% 효율적인 전원 공급 장치가 75 W의 DC 출력을 생성하려면 100 W의 AC 입력을 필요로 하며 나머지 25 W는 열로 소실된다. 고품질 전원 공급 장치는 80% 이상의 효율을 가질 수 있다. 결과적으로 에너지 효율적인 PSU는 열로 에너지를 덜 낭비하고 냉각에 필요한 공기 흐름이 적어 더 조용한 작동을 가능하게 한다.
2012년 현재 일부 고급 소비자 PSU는 최적 부하 수준에서 90% 이상의 효율을 초과할 수 있지만, 무거운 부하 또는 가벼운 부하에서는 87~89%의 효율로 떨어진다. 구글의 서버 전원 공급 장치는 90% 이상 효율적이다. HP의 서버 전원 공급 장치는 94% 효율에 도달했다. 서버 워크스테이션용으로 판매되는 표준 PSU는 2010년 현재 약 90% 효율을 보인다.
전원 공급 장치의 에너지 효율은 낮은 부하에서 크게 떨어진다. 따라서 전원 공급 장치의 용량을 컴퓨터의 전력 요구 사항에 맞추는 것이 중요하다. 효율성은 일반적으로 약 50~75% 부하에서 최고점에 도달한다. 곡선은 모델마다 다르다(80 플러스 웹사이트 보관됨 2010-08-28 - 웨이백 머신)에서 에너지 효율적인 모델의 테스트 보고서에서 이 곡선이 어떻게 생겼는지 볼 수 있다).

## 외형
| PSU 표준     | 너비 (mm)  | 높이 (mm) | 깊이 (mm) | 부피 (l)    |
| ------------ | ---------- | --------- | --------- | ----------- |
| ATX12V / BTX | 150        | 86        | 140       | 1.806       |
| ATX 대형     | 150        | 86        | 180       | 2.322       |
| ATX – EPS    | 150        | 86        | 230       | 2.967       |
| CFX12V       | 101.6+48.4 | 86        | 096       | 0.838+0.399 |
| SFX12V       | 125        | 63.5      | 100       | 0.793       |
| SFX-L        | 125        | 63.5      | 130       | 1.03        |
| TFX12V       | 085        | 64        | 175       | 0.952       |
| LFX12V       | 062        | 72        | 210       | 0.937       |
| FlexATX      | 081.5      | 40.5      | 150       | 0.495       |

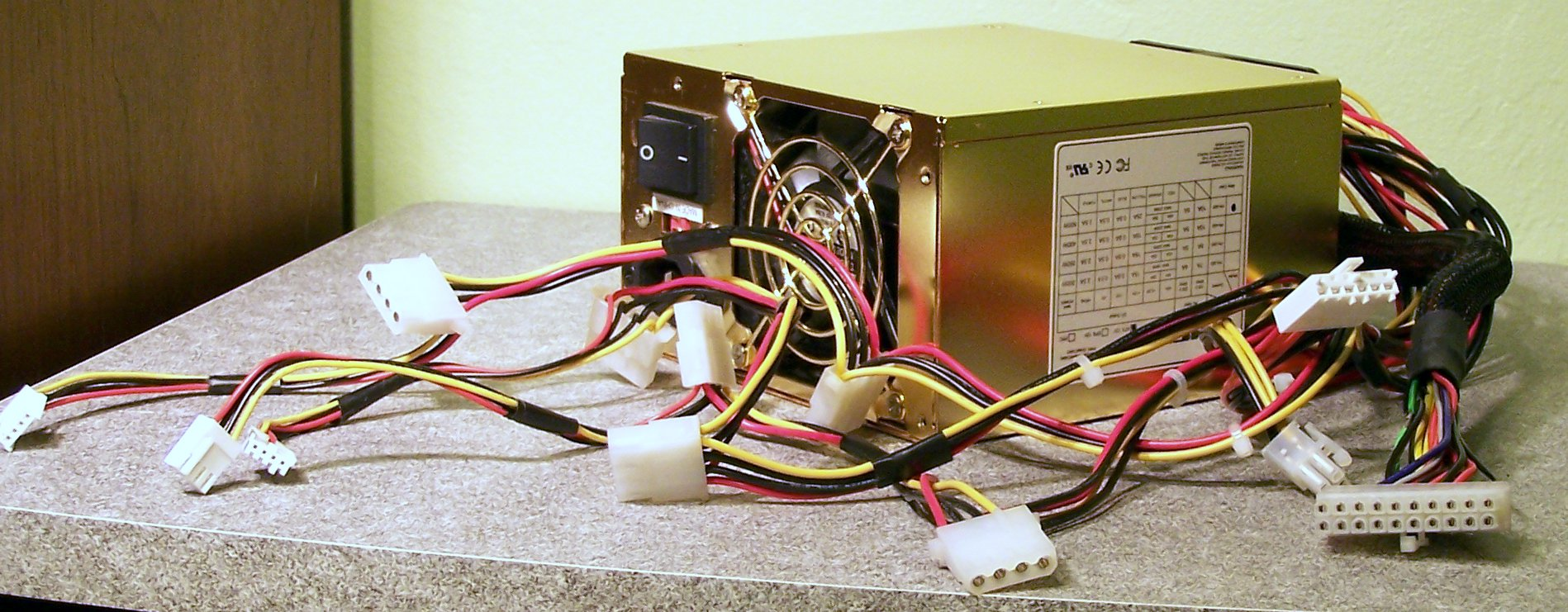
컴퓨터 PSU에서 사용 가능한 다양한 커넥터

대부분의 데스크톱 개인용 컴퓨터 전원 공급 장치는 사각형 금속 상자이며, 한쪽 끝에서 많은 수의 전선 다발이 나온다. 전선 다발의 반대편은 전원 공급 장치의 후면으로, 통풍구와 AC 전원을 공급하는 IEC 60320 C14 커넥터가 있다. 전원 스위치 및 전압 선택 스위치가 있을 수 있다. 역사적으로 이들은 컴퓨터 케이스의 상단에 장착되었으며, 두 개의 팬을 가지고 있었다. 하나는 케이스 내부에 있어 전원 공급 장치 쪽으로 공기를 당겨왔고, 다른 하나는 전원 공급 장치에서 외부로 공기를 배출했다. 많은 전원 공급 장치는 케이스 내부에 단일 대형 팬을 가지고 있으며, 케이스 하단에 장착된다. 팬은 항상 켜져 있거나, 부하에 따라 켜지거나 속도를 조절할 수 있다. 일부는 팬이 없어 수동으로 냉각된다.
상자 한쪽의 라벨에는 안전 인증 및 최대 출력 전력을 포함한 전원 공급 장치에 대한 기술 정보가 나열되어 있다. 일반적인 안전 인증 마크는 UL 마크, GS 마크, TÜV, NEMKO, SEMKO, DEMKO, FIMKO, CCC, CSA, VDE, GOST R 마크 및 BSMI이다. 일반적인 EMI/RFI 인증 마크는 CE 마크, FCC 및 C-tick이다. CE 마크는 유럽 및 인도에서 판매되는 전원 공급 장치에 필요하다. RoHS 또는 80 플러스도 가끔 볼 수 있다.
ATX 전원 공급 장치의 크기는 너비 150 mm, 높이 86 mm이며, 일반적으로 깊이는 140 mm이지만 브랜드마다 다를 수 있다.
일부 전원 공급 장치는 슬리브 케이블과 함께 제공되는데, 이는 미학적으로 더 보기 좋을 뿐만 아니라 배선을 더 쉽게 하고 공기 흐름에 덜 해로운 영향을 미친다.

### 커넥터
일반적으로 전원 공급 장치에는 다음과 같은 커넥터가 있다(모두 별도로 표시되지 않는 한 Molex (USA) Inc Mini-Fit Jr).
- ATX 마더보드 전원 커넥터 (일반적으로 P1이라고 불림): 마더보드에 전원을 공급하는 커넥터이다. 이 커넥터는 20핀 또는 24핀이다. 핀 중 하나는 PS-ON 와이어에 속한다 (일반적으로 녹색이다). 이 커넥터는 모든 커넥터 중 가장 크다. 구형 AT 전원 공급 장치에서는 이 커넥터가 P8과 P9의 두 부분으로 나뉘어 있었다. 24핀 커넥터가 있는 전원 공급 장치는 20핀 커넥터가 있는 마더보드에서 사용할 수 있다. 마더보드에 24핀 커넥터가 있는 경우, 일부 전원 공급 장치는 두 개의 커넥터(20핀 하나와 4핀 하나, 즉 20+4핀 형태)가 함께 제공되어 24핀 커넥터를 형성할 수 있다.
- 12V 전용 전원 커넥터(P1로 표기되지만 ATX 20 또는 24핀 커넥터와 호환되지 않음): 마더보드에 공통 리턴과 함께 세 개 또는 여섯 개의 12 V 라인, '공급 정상' 신호, 'PSU 켜짐' 신호 및 12 또는 11 V 보조 공급을 제공하는 10핀 또는 16핀 몰렉스 커넥터이다. 한 핀은 사용되지 않는다.[32]
- 12V 전용 시스템 모니터링(P10): PSU 팬에 전원을 공급하고 감지 반환을 수행하는 171822-8 AMP 또는 이와 동등한 커넥터이다.[32]
- ATX12V 4핀 전원 커넥터 (P4 전원 커넥터라고도 함). 프로세서 전용 전원을 공급하기 위해 마더보드에 연결되는 두 번째 커넥터 (24핀 ATX 마더보드 커넥터 외에).
- 4+4핀 역호환성을 위해 일부 하이엔드 마더보드와 프로세서용으로 설계된 커넥터는 더 많은 전력이 필요하므로 EPS12V는 8핀 커넥터를 가지고 있다.

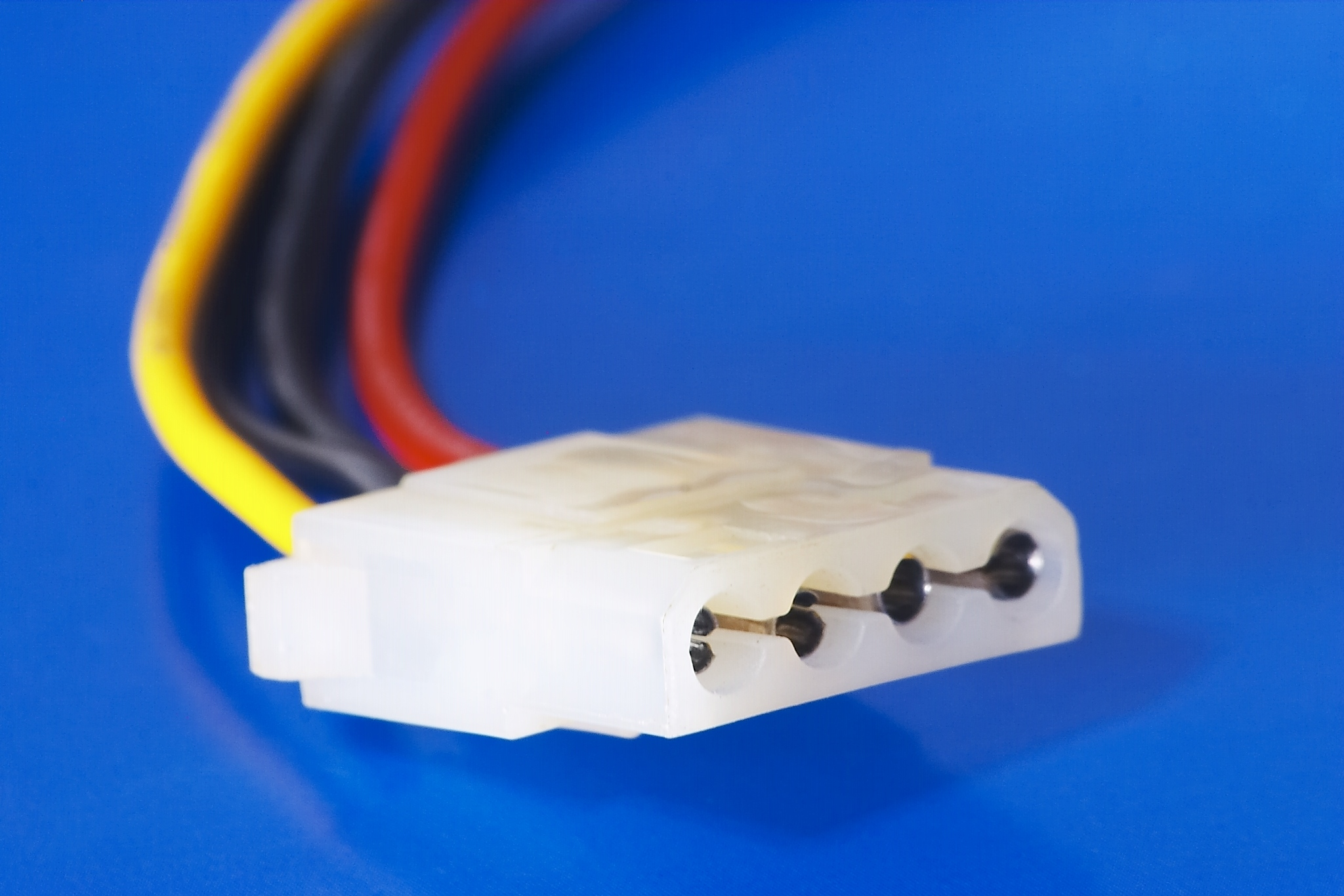
4핀 주변 장치 전원 커넥터

- 4핀 주변 장치 전원 커넥터 4핀 주변 장치 전원 커넥터: 컴퓨터의 다양한 디스크 드라이브에 연결되는 작고 다른 커넥터이다. 대부분은 검은색 두 개, 빨간색 한 개, 노란색 한 개의 네 가닥 전선을 가지고 있다. 미국 표준 주 전원 전기선 색상 코드와 달리, 각 검은색 전선은 접지, 빨간색 전선은 +5 V, 노란색 전선은 +12 V이다. 경우에 따라 FireWire 800 카드와 같은 PCI 카드에 추가 전원을 공급하는 데 사용되기도 한다.
- 4핀 Molex (Japan) Ltd 전원 커넥터 (일반적으로 미니 커넥터, 미니 몰렉스 또는 버그 커넥터라고 불림): 3.5인치 플로피 드라이브에 전원을 공급하는 가장 작은 커넥터 중 하나이다. 경우에 따라 AGP 그래픽 카드의 보조 커넥터로 사용될 수 있다. 케이블 구성은 주변 장치 커넥터와 유사하다.
- 보조 전원 커넥터: 여러 종류의 보조 커넥터가 있으며, 일반적으로 6핀 형태로 필요할 경우 추가 전원을 제공하도록 설계되었다.
- 직렬 ATA 전원 커넥터: SATA 전원 플러그를 사용하는 부품용 15핀 커넥터이다. 이 커넥터는 세 가지 전압(+3.3, +5, +12 V)을 각 와이어당 세 핀으로 공급하며, 한 핀은 핫 스와핑을 위해 설계된 백플레인의 정전 용량성 부하를 사전 충전하도록 설계되었다.
- 6핀 대부분의 최신 컴퓨터 전원 공급 장치에는 일반적으로 PCI 익스프레스 그래픽 카드에 사용되는 6핀 커넥터가 포함되어 있지만, 최신 모델 전원 공급 장치에는 새로 도입된 8핀 커넥터가 나타날 것으로 예상된다. 각 PCI Express 6핀 커넥터는 최대 75 W를 출력할 수 있다.
- 6+2핀 역호환성을 위해 일부 고급 PCI 익스프레스 그래픽 카드와 함께 사용하도록 설계된 커넥터는 이러한 핀 구성을 특징으로 한다. 이는 6핀 카드 또는 8핀 카드를 동일한 피복에 연결된 두 개의 개별 연결 모듈(하나는 6핀, 다른 하나는 2핀)을 사용하여 연결할 수 있게 한다. 각 PCI Express 8핀 커넥터는 최대 150 W를 출력할 수 있다.
- 8핀 고급 서버의 PCI 익스프레스 카드에 사용된다. 참고: 8핀 EPS12V 또는 4+4핀 커넥터와 혼동해서는 안 된다. 이들은 일반적으로 CPU에 추가 전원을 공급한다. 12V와 접지의 할당이 반대이며, 시스템이 시작되면 단락을 초래할 수 있다.
- 12핀 PCI 익스프레스 그래픽 카드용. 각 PCI Express 12핀 커넥터는 최대 648 W (12V, 9A)를 출력할 수 있으며, 2개의 150 W 8핀을 어댑터 케이블을 통해 결합하여 하나의 648 W 12핀을 형성할 수 있다.
- 구형 16핀 12VHPWR 단자 PCI 익스프레스 그래픽 카드용, 각 PCI Express 16핀 커넥터는 12개의 전원 핀과 4개의 접점 핀으로 구성되어 최대 600 W의 지정된 출력을 갖는다. ATX 3.0에 도입되었다. 때때로 커넥터에 "H+" 표시로 표시된다.
- 16핀 12V-2x6 커넥터 PCI 익스프레스 그래픽 카드용. 16핀 12VHPWR 커넥터의 하위 호환 후속 버전이다. 이전 모델보다 더 안전하도록 의도되었다. 최대 지정 와트수는 변함이 없다. 때때로 커넥터에 "H++" 표시로 표시된다.
- IEC 60320 C14 커넥터와 적절한 C13 코드는 전원 공급 장치를 로컬 전력망에 연결하는 데 사용된다.

### 모듈형 전원 공급 장치

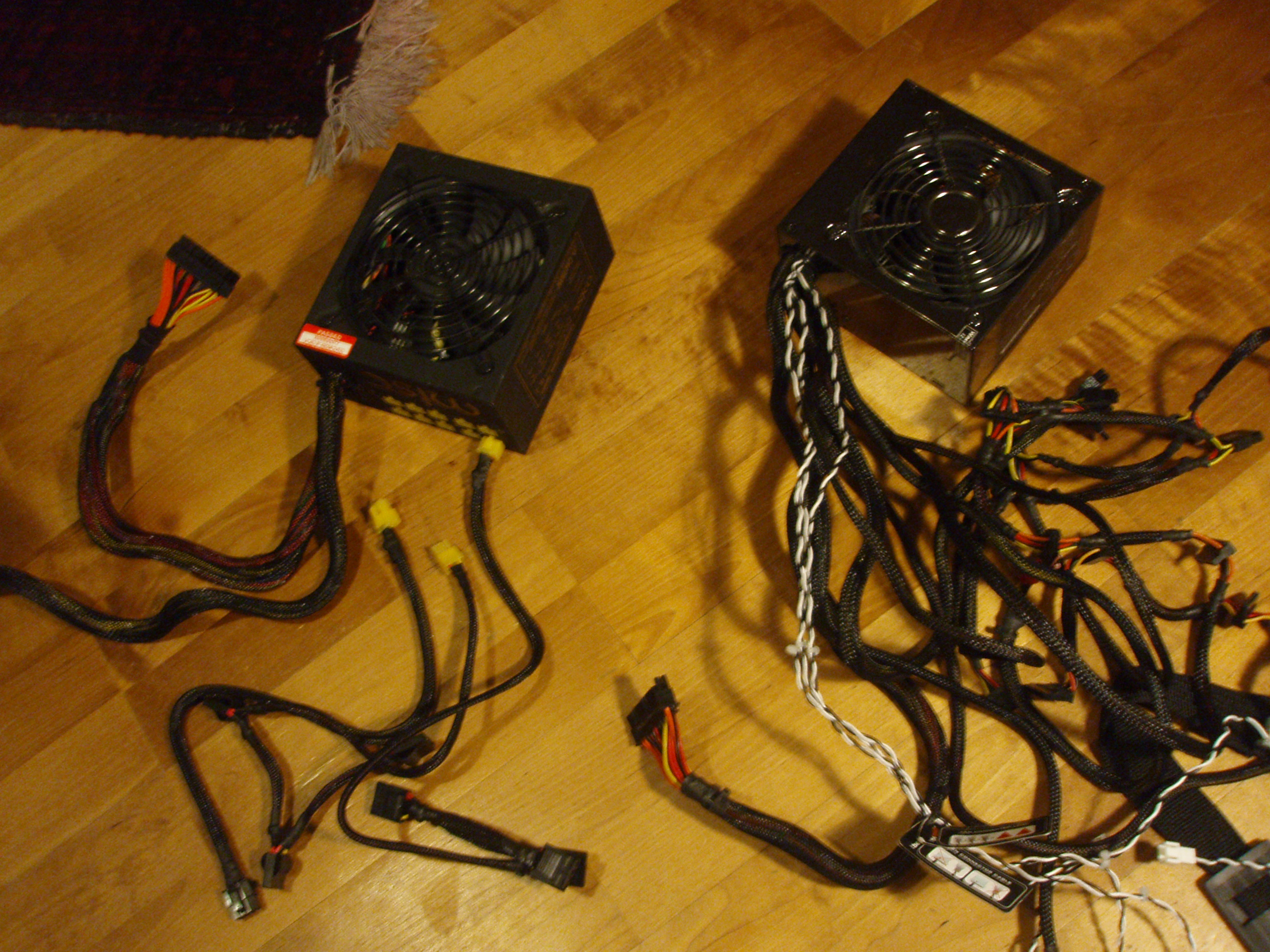
세미 모듈형 전원 공급 장치(왼쪽)와 비모듈형 전원 공급 장치(오른쪽)

모듈형 전원 공급 장치는 분리 가능한 케이블 시스템을 제공하여, 추가 커넥터로 인해 발생하는 약간의 추가 전기 저항을 희생하면서 사용하지 않는 연결을 제거할 수 있는 기능을 제공한다. 이는 복잡함을 줄이고, 매달린 케이블이 다른 부품과 간섭할 위험을 없애며, 케이스 공기 흐름을 개선할 수 있다. 많은 세미 모듈형 공급 장치에는 ATX 마더보드 및 8핀 EPS와 같이 끝에 커넥터가 있는 일부 영구적인 다중 와이어 케이블이 있지만, "완전 모듈형"으로 판매되는 최신 공급 장치는 이러한 케이블도 분리할 수 있다. 분리 가능한 케이블의 핀 할당은 출력 끝에서만 표준화되어 있으며 전원 공급 장치에 연결될 끝에서는 표준화되어 있지 않다. 따라서 모듈형 전원 공급 장치의 케이블은 해당 특정 모듈형 전원 공급 장치 모델에서만 사용해야 한다. 케이블이 겉으로는 호환되어 보이더라도 다른 모듈형 전원 공급 장치와 함께 사용하면 잘못된 핀 할당이 발생하여 연결된 부품에 5V 또는 3.3V 핀에 12V를 공급하여 손상을 초래할 수 있다.

## 기타 폼 팩터
12 V 커넥터(SFX12V)를 갖춘 소형 폼 팩터 구성은 소형 폼 팩터(SFF) 시스템 레이아웃(예: 마이크로ATX)에 최적화되었다. 전원 공급 장치의 낮은 프로파일은 이러한 시스템에 쉽게 들어맞는다. SFX-L 구성은 SFX12V의 사소한 변형으로, 허용되는 깊이만 30% 증가시킨다(일반 ATX12V의 최대 깊이보다 1 cm 얕게).
12 V 커넥터(TFX12V)를 갖춘 씬 폼 팩터 구성은 작고 로우 프로파일 Mini ITX 및 Mini DTX 시스템 레이아웃에 최적화되었다. 전원 공급 장치의 길고 좁은 프로파일은 로우 프로파일 시스템에 쉽게 들어맞는다. 냉각 팬 배치는 프로세서와 마더보드의 핵심 영역에서 공기를 효율적으로 배출하는 데 사용될 수 있어, 일반적인 산업 구성 요소를 사용하여 더 작고 효율적인 시스템을 만들 수 있다.
대부분의 휴대용 컴퓨터에는 25~200 W를 제공하는 전원 공급 장치가 있다. 휴대용 컴퓨터(예: 랩톱)에는 일반적으로 외부 전원 공급 장치("전원 벽돌"이라고도 불리는데, 크기, 모양, 무게가 실제 벽돌과 비슷하기 때문)가 있어 AC 전원을 하나의 DC 전압(가장 일반적으로 19 V)으로 변환하고, 휴대용 컴퓨터의 다른 구성 요소에 필요한 다양한 DC 전압을 공급하기 위해 랩톱 내부에서 추가적인 DC-DC 변환이 발생한다.
외부 전원 공급 장치는 자체에 대한 데이터(전력, 전류 및 전압 정격)를 컴퓨터에 보낼 수 있다. 예를 들어, 정품 델 전원은 1-Wire 프로토콜을 사용하여 세 번째 와이어를 통해 랩톱에 데이터를 보낸다. 그러면 랩톱은 일치하지 않는 어댑터를 거부한다.
일부 컴퓨터는 단일 전압 12 V 전원 공급 장치를 사용한다. 다른 모든 전압은 마더보드의 전압 조정 모듈에 의해 생성된다.
랙 마운트 서버는 CRPS 표준에 기반한 이중 전원 공급 장치를 사용할 수 있다.

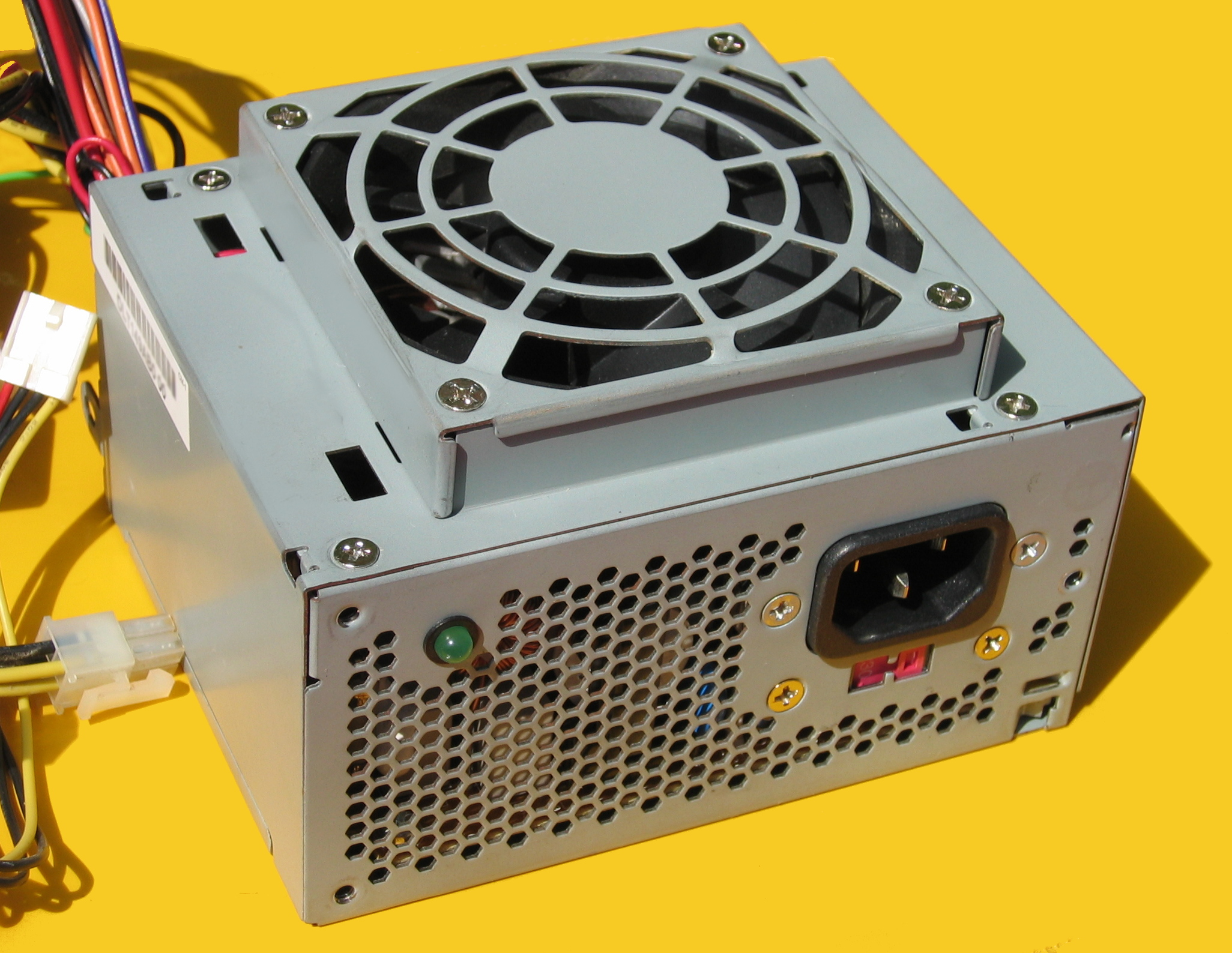
SFX 폼 팩터 PSU
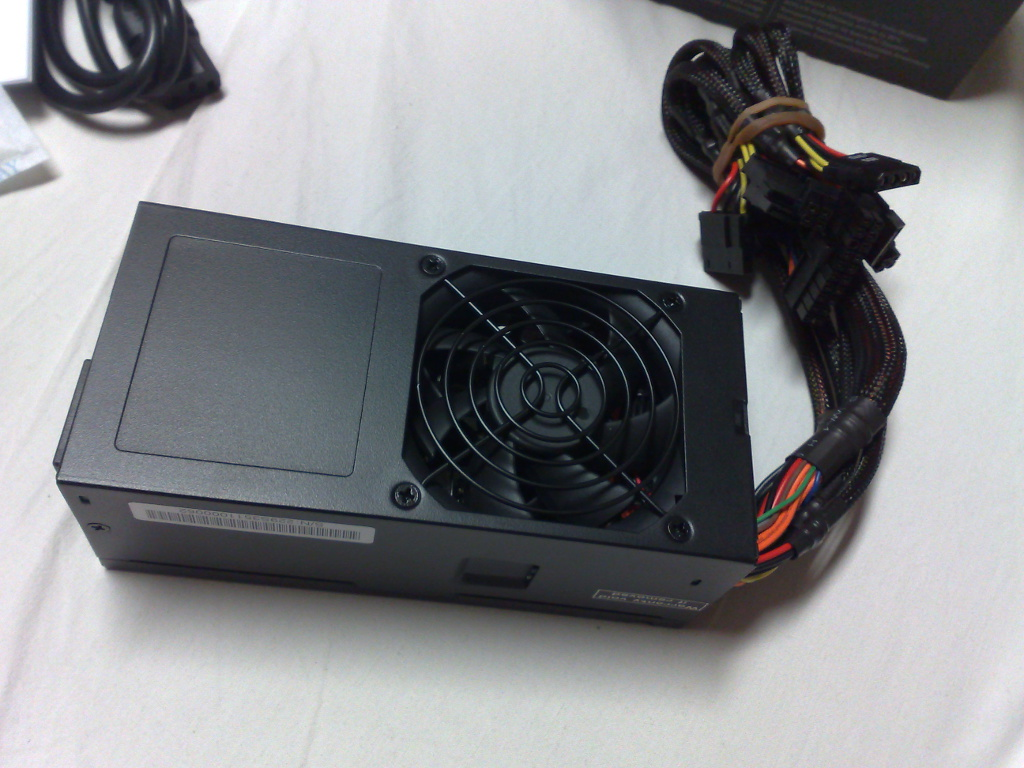
TFX 폼 팩터 PSU
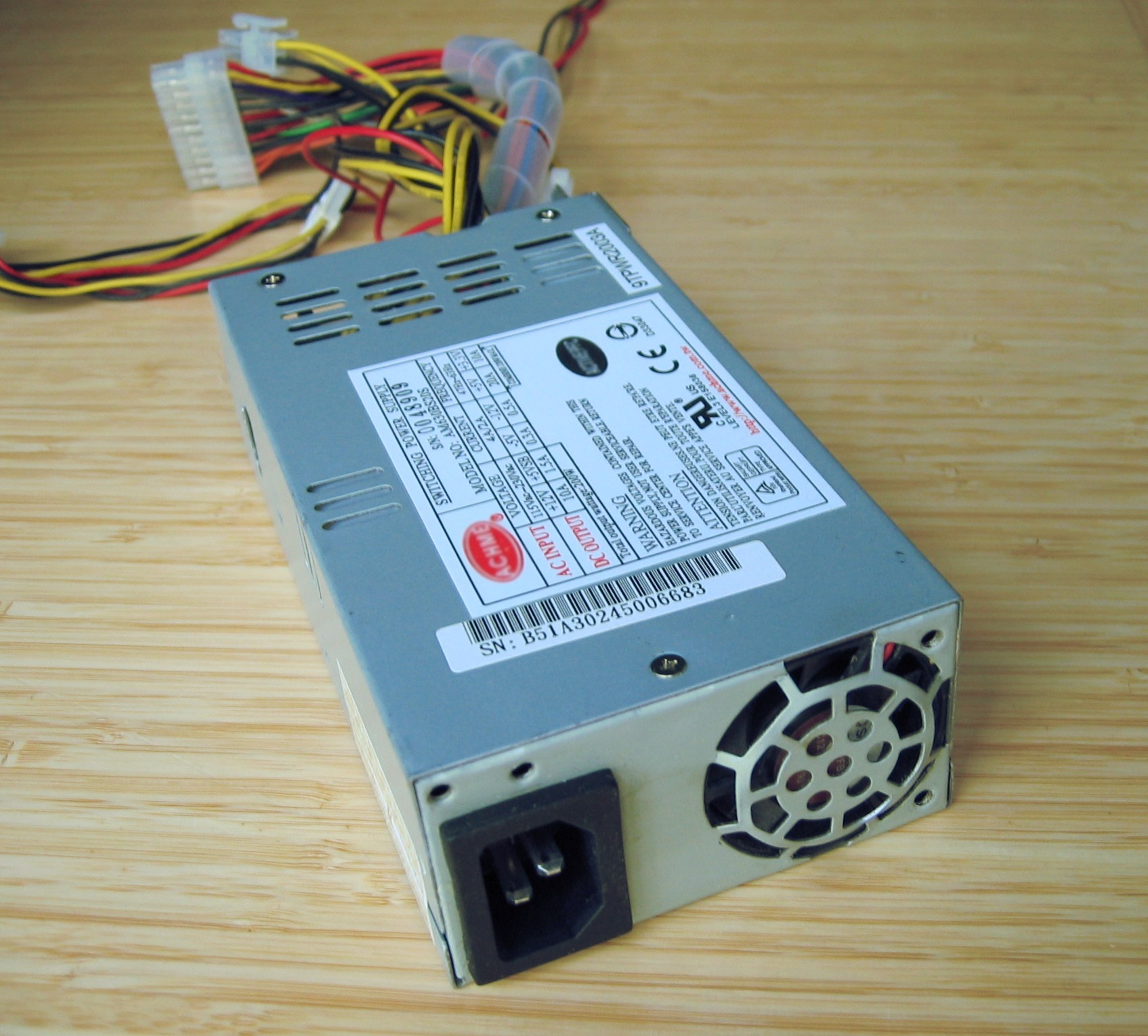
FlexATX 폼 팩터 PSU
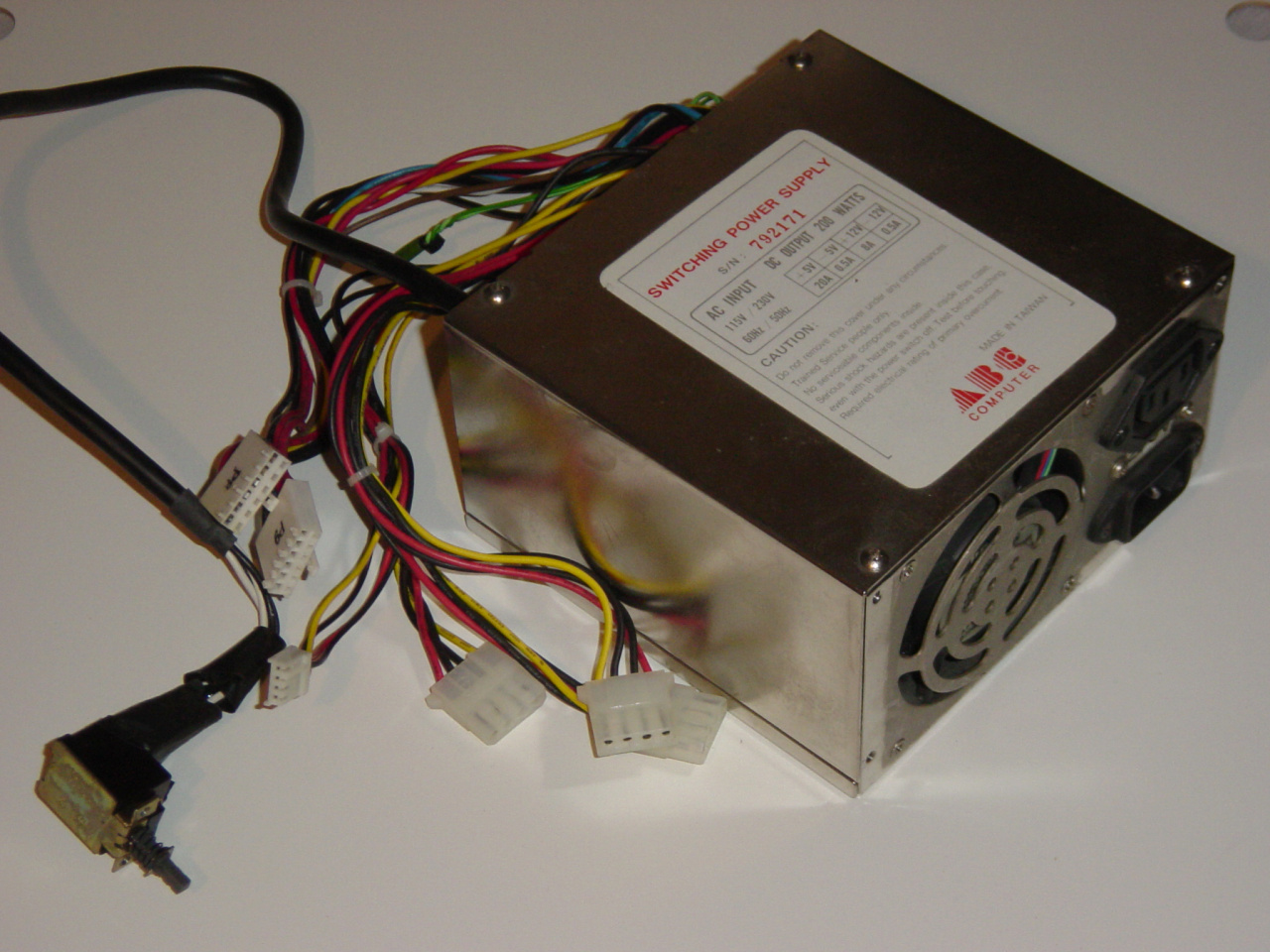
이전에 사용된 AT PSU로, ATX PSU와 기계적으로 동일한 크기
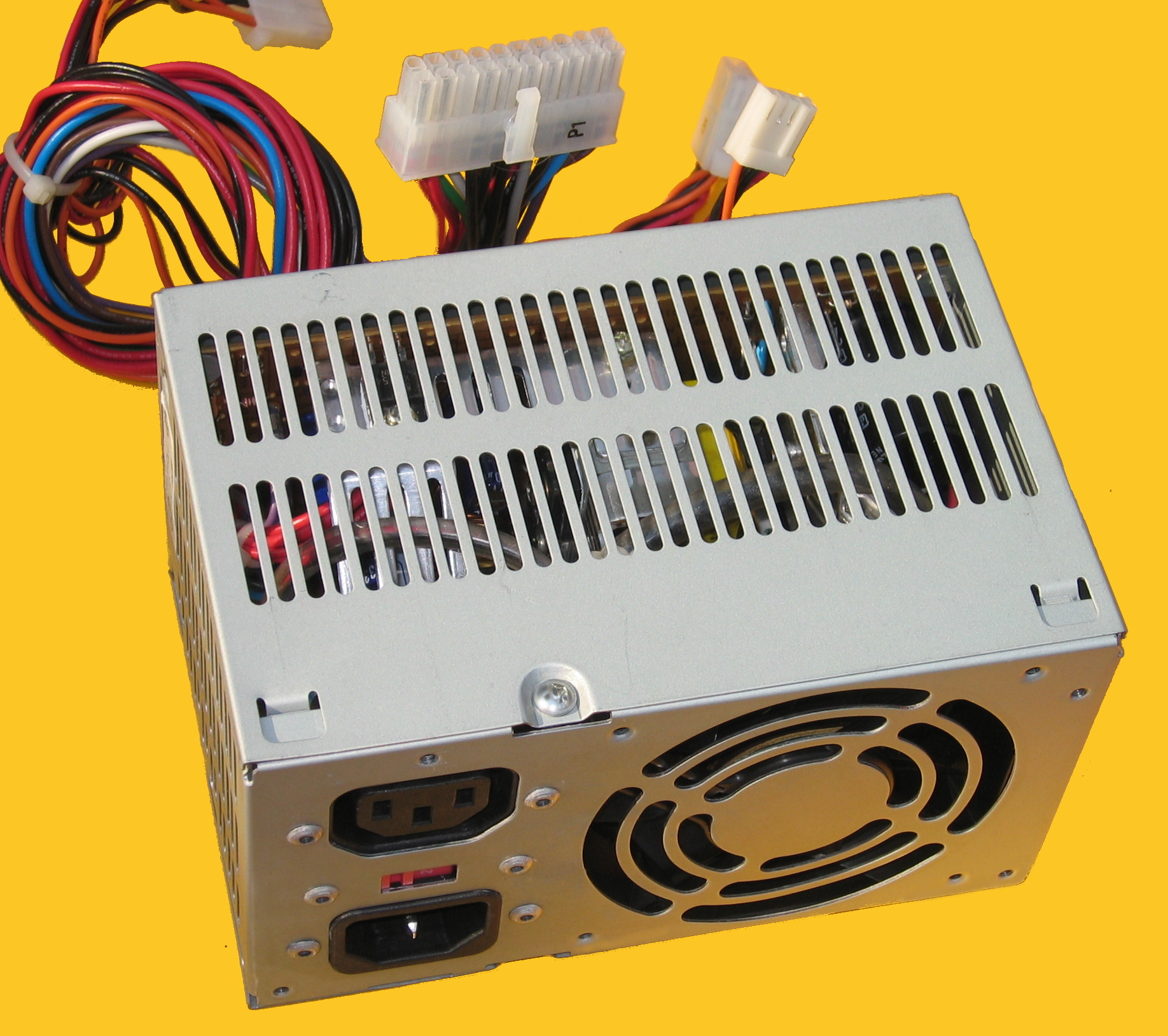
PS3 전원 공급 장치, ATX보다 짧고 최대 300 W (플레이스테이션 3와 혼동하지 말 것)
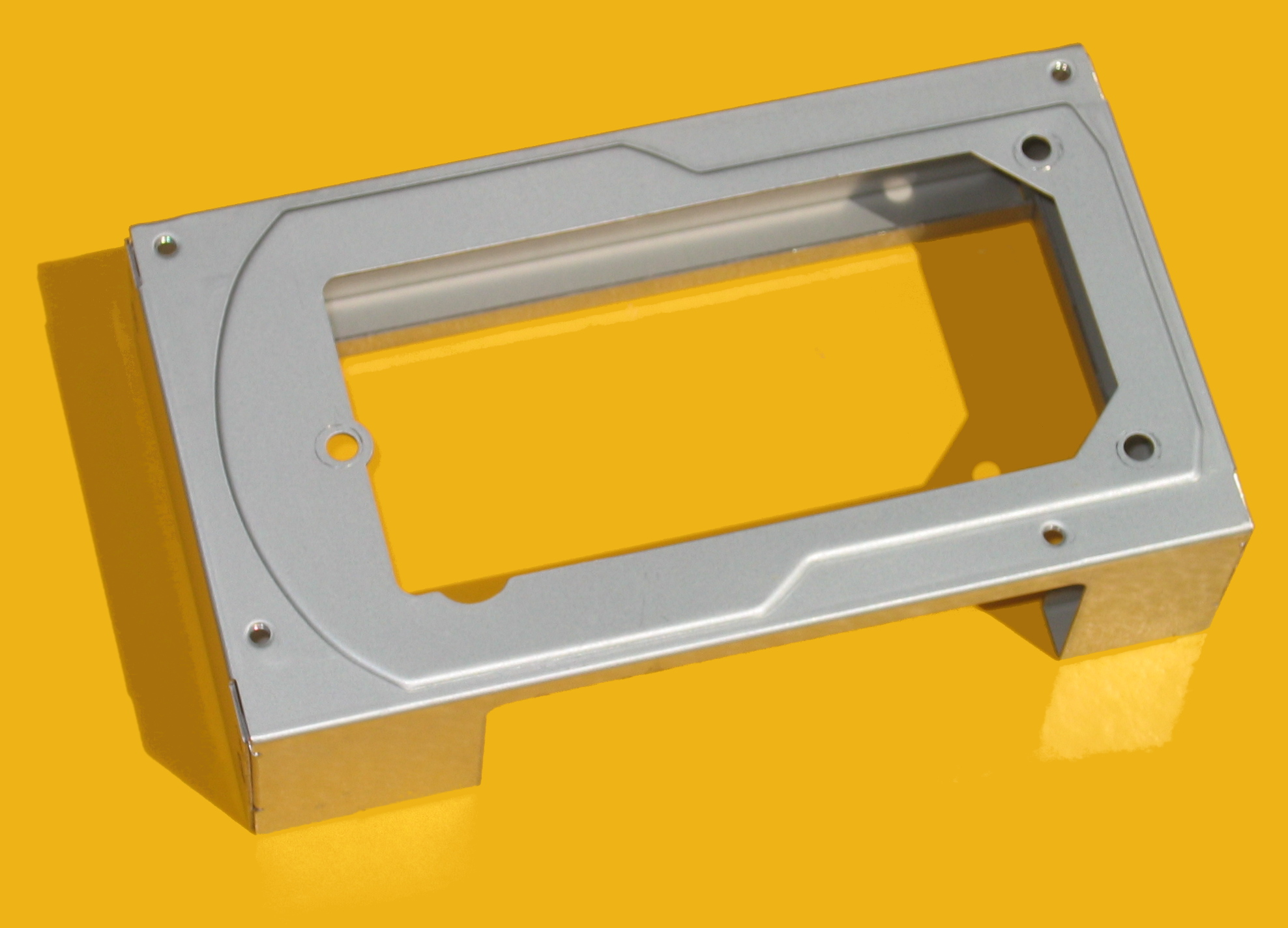
SFX PSU를 ATX 또는 PS3 PSU로 대체할 수 있는 어댑터

## 수명
수명은 일반적으로 평균 고장 간격(MTBF)으로 지정되며, MTBF 등급이 높을수록 장치 수명이 길고 신뢰성이 높다. 최대 정격 미만으로 더 높은 품질의 전자 부품을 사용하거나 더 나은 냉각을 제공하면 낮은 스트레스와 낮은 작동 온도가 부품 고장률을 감소시키므로 더 높은 MTBF 등급에 기여할 수 있다.
25 °C에서 최대 부하 조건에서 100,000 시간(대략 140 개월)의 MTBF 예상 값은 상당히 일반적이다. 이러한 등급은 설명된 조건에서 PSU의 77%가 3년(36 개월) 동안 고장 없이 작동할 것으로 예상한다는 의미이다. 동등하게, 23%의 장치는 3년 이내에 고장날 것으로 예상된다. 동일한 예에서, 단 37%의 장치(절반 미만)만이 100,000 시간 동안 고장 없이 지속될 것으로 예상된다. 예측 신뢰성, R(t)를 계산하는 공식은 다음과 같다.
{\displaystyle R(t)=e^{-{\frac {t}{t_{MTBF}}}}}
여기서 t는 MTBF 사양과 동일한 시간 단위의 작동 시간이고, e는 약 2.71828과 동일한 수학 상수이며, tMTBF는 제조업체가 지정한 MTBF 값이다.
서버, 산업 제어 장비 또는 신뢰성이 중요한 다른 장소의 전원 공급 장치는 핫 스왑 가능하며, N+1 이중화 및 무정전 전원 장치를 포함할 수 있다. 부하 요구 사항을 충족하는 데 N개의 전원 공급 장치가 필요한 경우, 하나를 추가로 설치하여 이중화를 제공하고 가동 중단 시간 없이 고장난 전원 공급 장치를 교체할 수 있도록 한다.

## 배선도

ATX 2.x 마더보드 전원 커넥터의 핀 배치, 24핀 (상단) 및 4핀 "P4" (하단), 결합되는 플러그의 측면에서 본 모습

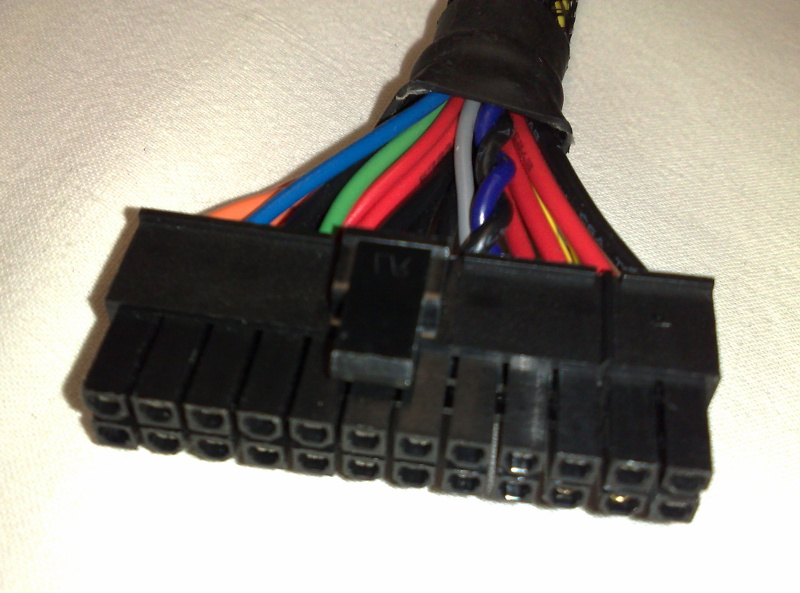
24핀 ATX 마더보드 전원 플러그; 핀 11, 12, 23, 24는 분리 가능한 별도의 4핀 플러그를 형성하여 20핀 ATX 소켓과 역호환 가능하다.

| 색     | 핀   | 신호       |
| ------ | ---- | ---------- |
| Orange | P8.1 | Power good |
| Red    | P8.2 | +5 V       |
| Yellow | P8.3 | +12 V      |
| Blue   | P8.4 | −12 V      |
| Black  | P8.5 | Ground     |
| Black  | P8.6 | Ground     |
|        |      |            |
| Black  | P9.1 | Ground     |
| Black  | P9.2 | Ground     |
| White  | P9.3 | −5 V       |
| Red    | P9.4 | +5 V       |
| Red    | P9.5 | +5 V       |
| Red    | P9.6 | +5 V       |

| 색상                 | 신호      | 핀 | 핀 | 신호        | 색상 |
| -------------------- | --------- | -- | -- | ----------- | ---- |
| 주황                 | +3.3 V    | 1  | 13 | +3.3 V      | 주황 |
| 주황                 | +3.3 V    | 1  | 13 | +3.3 V 감지 | 갈색 |
| 주황                 | +3.3 V    | 2  | 14 | −12 V       | 파랑 |
| 검정                 | 접지      | 3  | 15 | 접지        | 검정 |
| 빨강                 | +5 V      | 4  | 16 | 전원 켜기   | 초록 |
| 검정                 | 접지      | 5  | 17 | 접지        | 검정 |
| 빨강                 | +5 V      | 6  | 18 | 접지        | 검정 |
| 검정                 | 접지      | 7  | 19 | 접지        | 검정 |
| 회색                 | 파워 굿   | 8  | 20 | 예약됨      | 없음 |
| 보라                 | +5 V 대기 | 9  | 21 | +5 V        | 빨강 |
| 노랑                 | +12 V     | 10 | 22 | +5 V        | 빨강 |
| 노랑                 | +12 V     | 11 | 23 | +5 V        | 빨강 |
| 주황                 | +3.3 V    | 12 | 24 | 접지        | 검정 |
| 1. 2. 3. 4. 5. 6. 7. |           |    |    |             |      |

| 색    | 신호     | 핀 | 핀 | 신호                          | 색     |
| ----- | -------- | -- | -- | ----------------------------- | ------ |
| Green | PS_ON#   | 1  | 6  | PWR_OK                        | Gray   |
| Black | COM      | 2  | 7  | +12 VSB                       | Purple |
| Black | COM      | 3  | 8  | +12 V1 DC                     | Yellow |
| Black | COM      | 4  | 9  | +12 V1 DC                     | Yellow |
| TBD   | Reserved | 5  | 10 | +12 V1 DC Voltage Sensing Pin | Yellow |

## 테스트
'전원 공급 장치 테스터'는 컴퓨터 전원 공급 장치의 기능을 테스트하는 데 사용되는 도구이다. 테스터는 각 전원 공급 장치 커넥터에 올바른 전압이 있는지 확인할 수 있다. 가장 정확한 측정값을 얻으려면 부하 상태에서 테스트하는 것이 좋다.

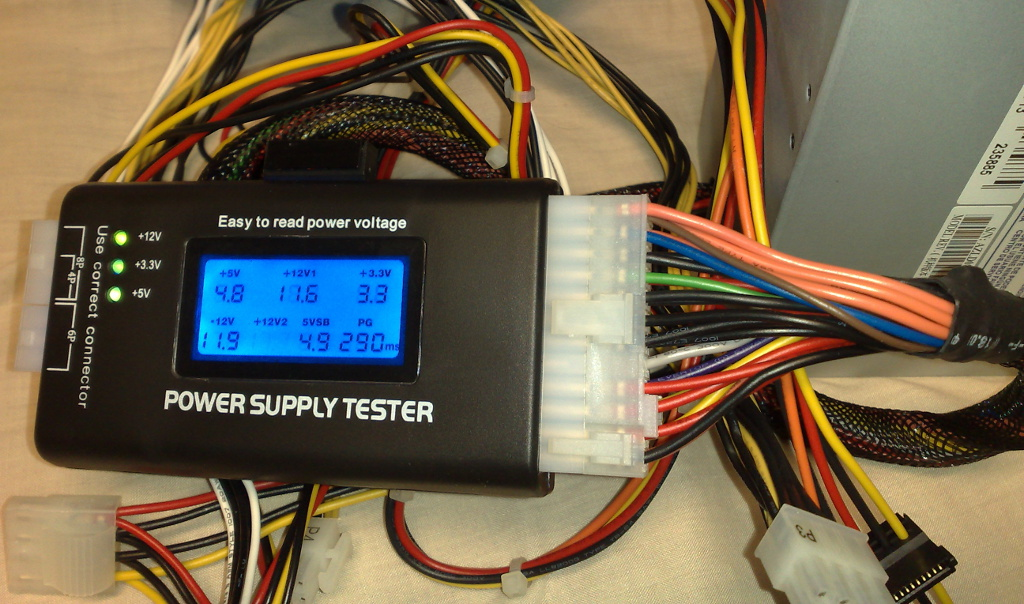
LCD가 있는 ATX PSU 테스터
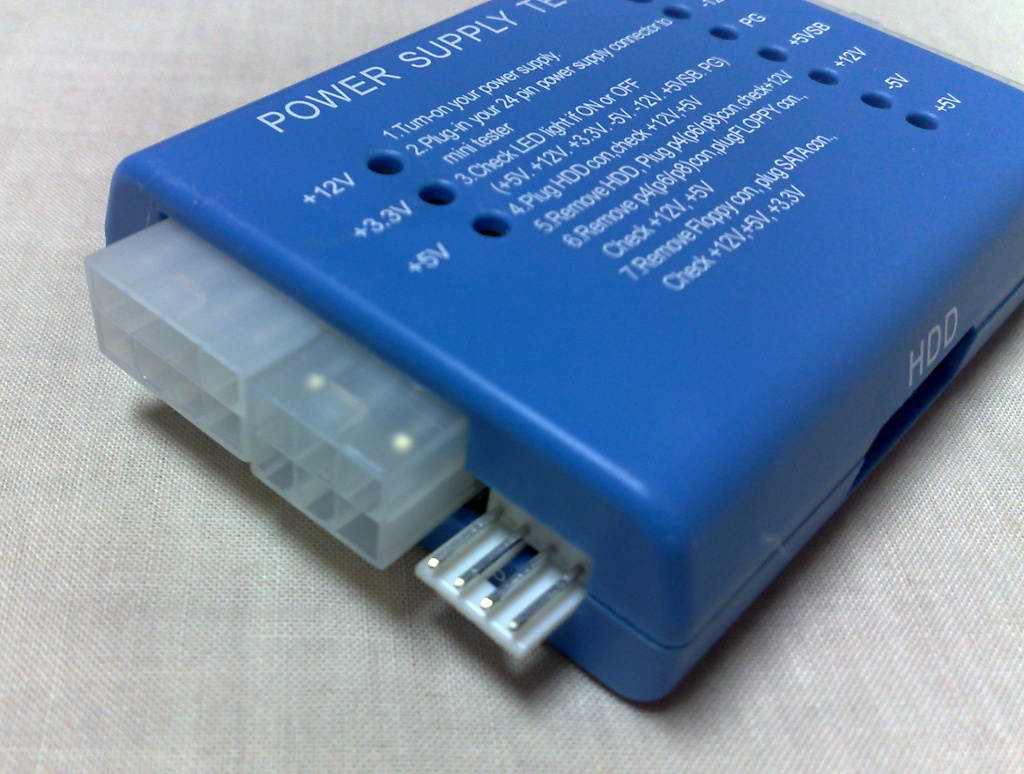
LED 표시등이 있는 ATX PSU 테스터
리플 테스트는 외부 부하 및 모니터링 장비를 사용하여 수행한다.[46]

## 모니터링
PSU의 전압은 대부분의 최신 마더보드의 시스템 모니터에서 모니터링할 수 있다. 이는 종종 BIOS 내의 섹션을 통해서나, 운영체제가 실행된 후 리눅스의 lm_sensors, NetBSD의 envstat, OpenBSD 및 DragonFly BSD의 sysctl hw.sensors, 또는 마이크로소프트 윈도우의 SpeedFan과 같은 시스템 모니터 소프트웨어를 통해 가능하다.
대부분의 전원 공급 장치 팬은 마더보드의 속도 센서에 연결되어 있지 않아 모니터링할 수 없지만, 일부 고급 PSU는 팬 속도 센서 또는 USB 포트와 마더보드 연결이 필요한 디지털 제어 및 모니터링 기능을 제공한다.

## 같이 보기
- IEC 62700 (노트북 컴퓨터용 DC 전원 공급 장치)
- 전원 관리
- 저소음 컴퓨터
- PS-ON Signal

## 내용주
1. ↑  이 수치는 PSU가 욕조 곡선의 더 높은 고장률 부분에 도달하지 않았다고 가정한다.

## 더 읽어보기

### ATX 전원 공급 장치 사양
- ATX12V 전원 공급 장치 설계 가이드, v2.01
- ATX12V 전원 공급 장치 설계 가이드, v2.2
- ATX12V 전원 공급 장치 설계 가이드, v2.3 (데스크톱 플랫폼 폼 팩터용 전원 공급 장치 설계 가이드, v1.1)
- ATX12V 전원 공급 장치 설계 가이드, v2.31 (데스크톱 플랫폼 폼 팩터용 전원 공급 장치 설계 가이드, v1.2)
- ATX12V 전원 공급 장치 설계 가이드, v2.4 (데스크톱 플랫폼 폼 팩터용 전원 공급 장치 설계 가이드, v1.31)

### 컴퓨터 전원 공급 장치 계산기
- OuterVision 전원 공급 장치 계산기 (자주 업데이트됨)
- SnooP 및 goodone의 전원 공급 장치 계산기 보관됨 2021-04-11 - 웨이백 머신; 레일의 전류 분포 제공
- 컴퓨터 전원 공급 장치 계산기 (분기별 업데이트)